# Köln Hauptbahnhof
Der Kölner Hauptbahnhof ist der wichtigste Eisenbahnknoten von Köln, liegt im Stadtzentrum neben dem Kölner Dom und verfügt als Durchgangsbahnhof über elf Gleise. Mit täglich insgesamt 318.000 Reisenden und Besuchern sowie über 1300 An- und Abfahrten zählt er zu den meistfrequentierten Fernbahnhöfen der Deutschen Bahn. Von seiner südöstlichen Ausfahrt führt die Bahntrasse in einer engen Kurve auf die Hohenzollernbrücke über den Rhein nach Deutz auf der rechtsrheinischen Seite.
Der Hauptbahnhof ist Umsteigepunkt zwischen Personenfernverkehr (ICE, Eurostar, IC/EC, Flixtrain, ÖBB Nightjet) und Personennahverkehr (Regionalbahn, Regional-Express sowie S-Bahnen Köln und Rhein-Ruhr). Im oder vor dem Empfangsgebäude besteht Zugang zur Stadtbahn Köln über die beiden U-Bahnhöfe Dom/Hauptbahnhof und Breslauer Platz/Hauptbahnhof der Kölner Verkehrs-Betriebe (KVB), die mit der S-Bahn zum Verkehrsverbund Rhein-Sieg (VRS) gehören. Hinzu kommen im innerstädtischen Verkehr verschiedene KVB-Buslinien. Der Bahnhofsvorplatz gilt als Teil der Domumgebung; über ihn gibt es einen direkten Treppenzugang (auch per Lift) zum Kölner Dom und auf die ihn umgebende Domplatte.

## Geschichte

### Vorgänger Centralbahnhof
Um 1850 gab es in Köln und der bis 1888 eigenständigen Stadt Deutz Bahnhöfe fünf verschiedener Betreiber: Linksrheinisch (Kölner Seite) waren dies die Bonn-Cölner Eisenbahn-Gesellschaft (BCE), die Cöln-Crefelder Eisenbahn-Gesellschaft (CCE) und die Rheinische Eisenbahn-Gesellschaft (RhE); rechtsrheinisch in Deutz die Bergisch-Märkische Eisenbahn-Gesellschaft (BME) und die Köln-Mindener Eisenbahn-Gesellschaft (CME). Dadurch entstanden auch verschiedene Bahnhöfe außerhalb der Stadtmauern Kölns, die nicht auf dem Schienenweg miteinander verbunden waren.
Nachdem 1854 die umstrittene Lage der neuen Bahn- und Straßenbrücke am Dom festgelegt worden war, folgten Überlegungen, wie das später Dombrücke genannte Bauwerk an den bestehenden Güter- und provisorischen Personenbahnhof am Rheinufer („Rheinstation“ an der Trankgasse) angeschlossen werden könnte. Pläne, die Waggons mit Aufzügen herabzulassen, wichen schnell der Erkenntnis, dass für die Verbindung der links- und rechtsrheinischen Bahnverkehre ein zentraler Bahnhof geschaffen werden müsse. Die Stadt gab 1857 die Fläche des Alten Botanischen Gartens der 1798 aufgelösten Universitas Studii Coloniensis zum Bau des Bahnhofs frei. Dieser Standort war ebenfalls nicht unumstritten: Zum einen wurde die einzige Grünfläche innerhalb der alten Stadtmauern aufgegeben; darüber hinaus wurden, unter anderem durch Dombaumeister Ernst Friedrich Zwirner, Befürchtungen geäußert, im Falle eines Krieges könnte der Bahnhof als Verkehrsknotenpunkt Ziel von Angriffen sein, die auch den Dom in Mitleidenschaft ziehen würden. Die Planungen wurden dennoch umgesetzt; die Bahntrasse wurde von der Brücke kommend über die vom Rhein her ansteigende Maximinenstraße gelegt und dann weiter ebenerdig den Eigelstein querend – zwischen Ritterstraße und Weidengasse – durch die mittelalterliche Stadtmauer geführt.

Centralbahnhof, um 1893

Der sogenannte „Centralbahnhof“ wurde ab 1857 nach den Plänen von Hermann Otto Pflaume im Auftrag der RhE gebaut, die im gleichen Jahr die BCE übernommen hatte. Zusammen mit der Dombrücke wurde der Bahnhof 1859 eröffnet. Der Centralbahnhof war ein kombinierter Kopf- und Durchgangsbahnhof: An vier Kopfgleisen endeten die Züge der RhE aus Westen, während die Züge der CME von der Dombrücke auf zwei Durchgangsgleisen den Bahnhof tangierten.
Der Centralbahnhof stieß schnell an seine Kapazitätsgrenzen, jedoch hatte die RhE als Betreiberin nur begrenzt Interesse an einem Ausbau des Bahnhofs, da dieser überwiegend den Konkurrenzgesellschaften zugutegekommen wäre. Ernsthafte Planungen für einen vergrößerten Hauptbahnhof konnten daher erst nach der Verstaatlichung der Eisenbahngesellschaften um 1880 aufgenommen werden.

### Hauptbahnhof

Hauptbahnhof im Jahr 1892 beim Neubau

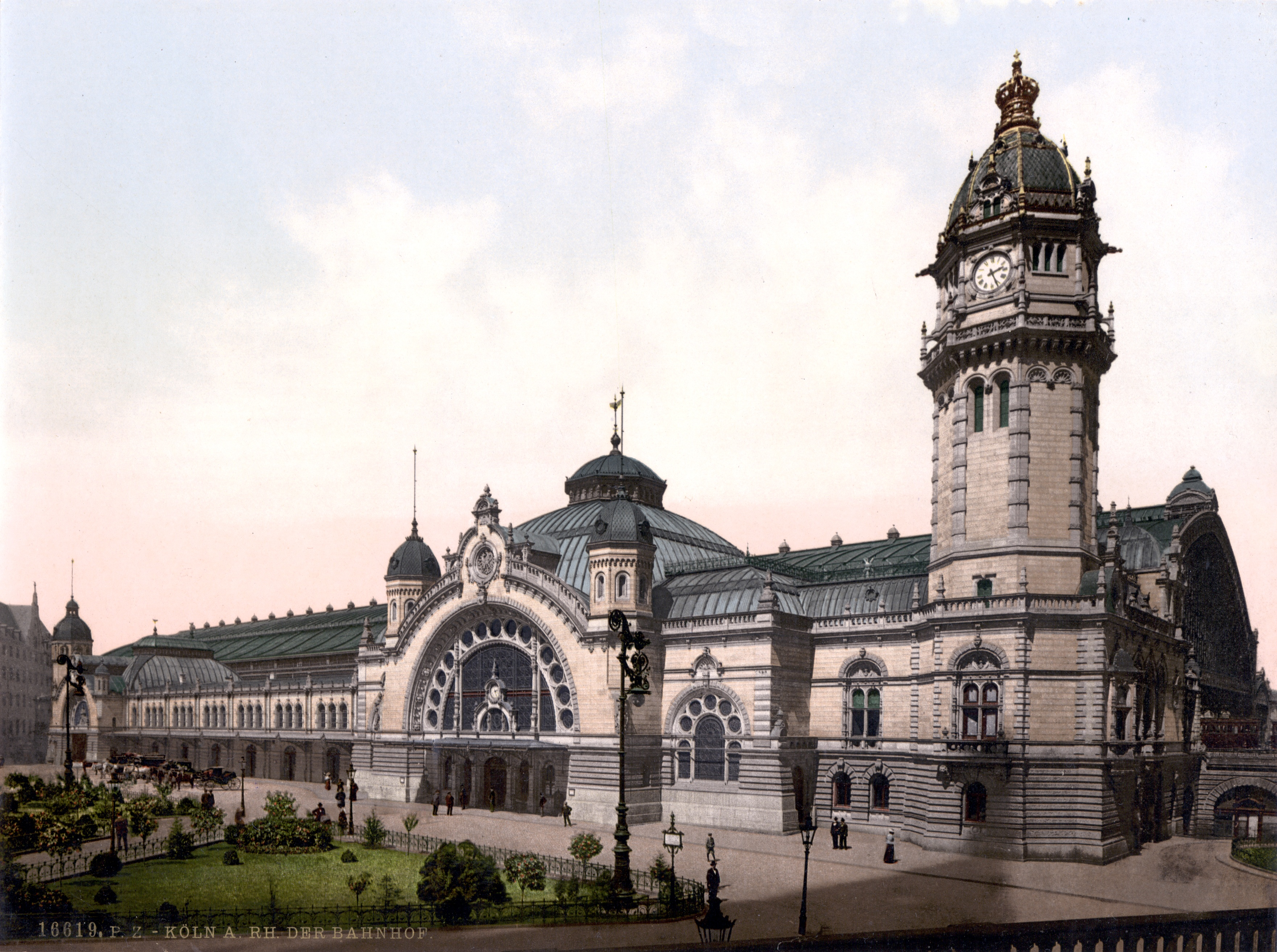
Hauptbahnhof um 1900

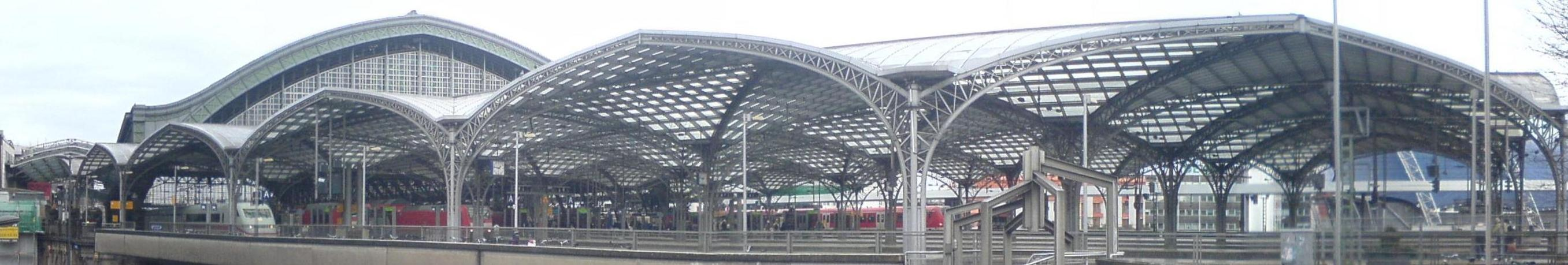
Bahnsteigüberdachung, Ende der 1990er Jahre erbaut

Für den neuen Hauptbahnhof wurden zwei Planungsvarianten verfolgt:
- Neubau eines großen Hauptbahnhofs auf freier Fläche nördlich der Venloer Straße und Abstufung des Centralbahnhofs zum Nebenbahnhof, oder
- Ersatz des Centralbahnhofs durch einen Neubau an gleicher Stelle mit Anhebung der Gleisanlagen nach Vorbild der Berliner Stadtbahn mit Bau zweier untergeordneter Personenbahnhöfe (Cöln West und Cöln Süd) an der Stadtbahnstrecke und einer Güterumgehungsbahn.

Während die Regierung in Berlin für die zweite Variante plädierte, war man in Köln gespalten. Politiker argumentierten, der Bahnhofsneubau sei zu groß für den beengten Platz zwischen Rhein und Dom. Kaufleute, die Grundstücke in Bahnhofsnähe besaßen, fürchteten bei Verlegung des Bahnhofs dagegen Wertverlust. Am 9. Januar 1883 beschloss der Kölner Stadtrat mit einer Stimme Mehrheit schließlich die zweite Variante, die Beibehaltung des Standorts am Dom, nach dem Dispositionsplan von Ingenieur E. Grüttefien, Berlin. Die Bauarbeiten begannen nach dem Abriss von 140 Häusern 1886. Die Gleise wurden um sechs Meter angehoben, die Hälfte des Freiraumes unter den Gleisen wurde mit Erde gefüllt und ein neues Empfangsgebäude nach Plänen des Aachener Architekten Georg Frentzen errichtet. Die Grundsteinlegung war am 7. Mai 1892. Im Zuge des Neubaus des Bahnhofs wurden zahlreiche umliegende Häuser abgerissen.
Im Jahre 1894 wurde eine große dreigliedrige Bahnsteighalle, welche an die des Bahnhofs London St Pancras angelehnt ist, fertiggestellt. Mit der seinerzeit größten Spannweite von 64 Metern überspannte die Mittelhalle die heutigen Gleise 2 bis 7 und die beiden 13,5 Meter breiten Seitenschiffe die Gleise 1 und 8. In der 255 Meter langen Halle entstand ein zweistöckiges Wartesaalgebäude, welches mit Eisenfachwerk, Keramik und kleinen, bronzefarbenen Kuppeln ausgestattet war und von dem aus die Reisenden bequem alle Gleise der Mittelhalle erreichen konnten. In Hallenmitte endeten vor dem Wartesaalgebäude an je vier Kopfgleisen die Züge aus Westen und Osten. Außerdem gab es auf beiden Seiten je zwei Durchgangsgleise.
Die Bahnsteighalle wurde teilweise auf dem Fundament des Centralbahnhofs erstellt. Dieses wurde beim Bau jedoch nicht vollständig verfüllt, sodass sich dort heute die Kabel für die Stromversorgung des Bahnhofs befinden.
Im Zuge einer Neustrukturierung des gesamten Bahnverkehrs (1909–1915), dessen sichtbarste Zeichen die neue „Südbrücke“ und die viergleisige „Hohenzollernbrücke“ waren, wurde das Wartesaalgebäude in der Halle entfernt und alle Gleise zu Durchgangsgleisen umgebaut. Dabei wurde auch an der Nordseite ein neuntes Gleis eingerichtet. Man nutzte nun auch die gesamte Fläche unter den Gleisen. Einzig die Wartesäle der ersten und zweiten Klasse im Bereich Trankgasse und Johannisstraße haben den Zweiten Weltkrieg und die nachfolgenden Umbauten überstanden und werden heute als Restaurant und Veranstaltungszentrum Alter Wartesaal genutzt.
Vom Alten Hauptpostamt, welches etwa 200 Meter westlich des Hauptbahnhofs lag, wurde ein Tunnel angelegt, durch den Briefe und Pakete direkt von und zum Bahnhof befördert werden konnten. An der Stelle des Postamts befindet sich heute ein Seniorenheim; der Tunnel und die dazugehörigen unterirdischen Anlagen existieren jedoch immer noch und werden für die Lagerung und Bereitstellung der Speisen und Getränke für Speisewagen genutzt.

### Wiederaufbau und Neubau

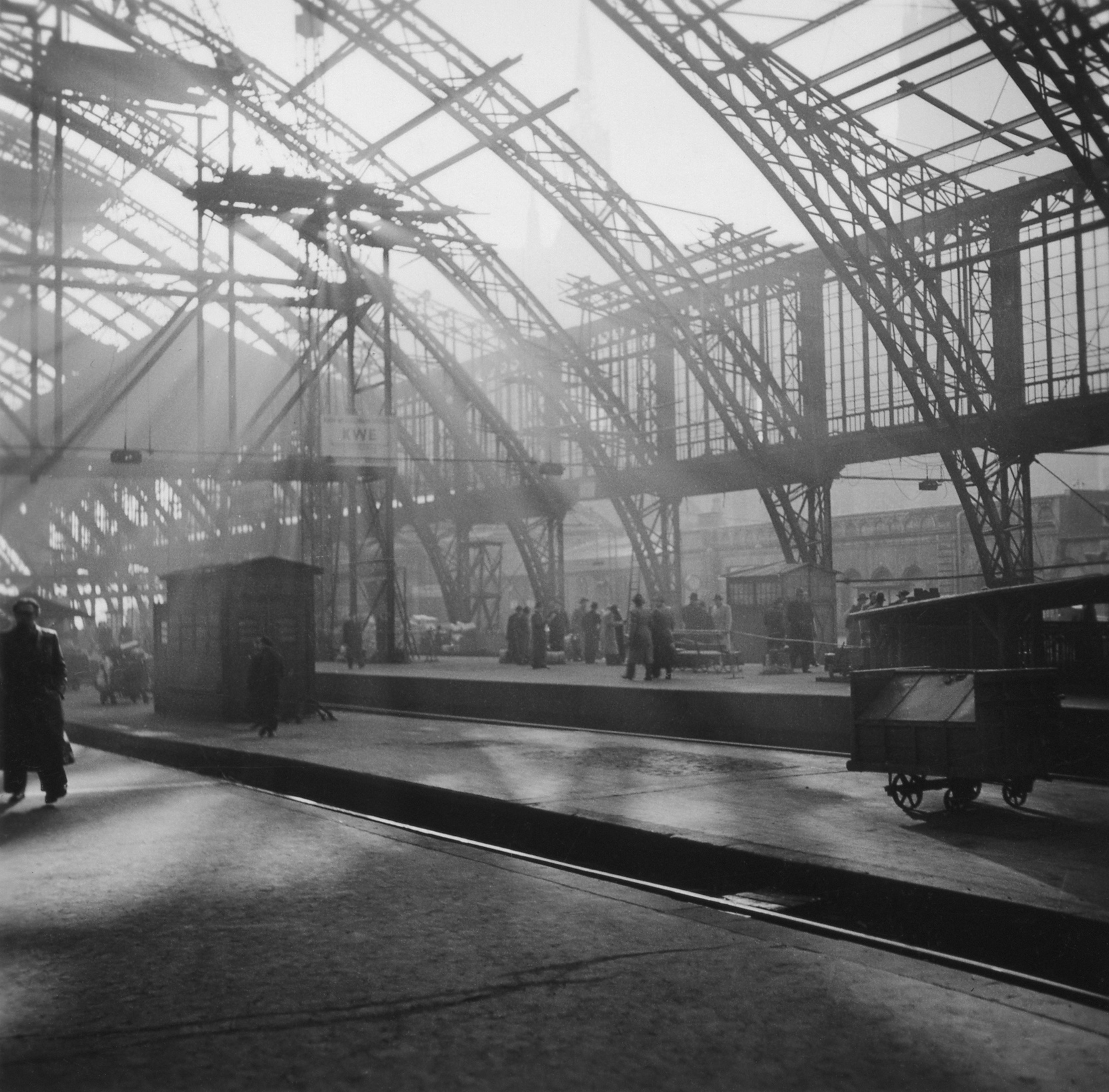
Kriegsschäden der Bahnsteighalle, 1951

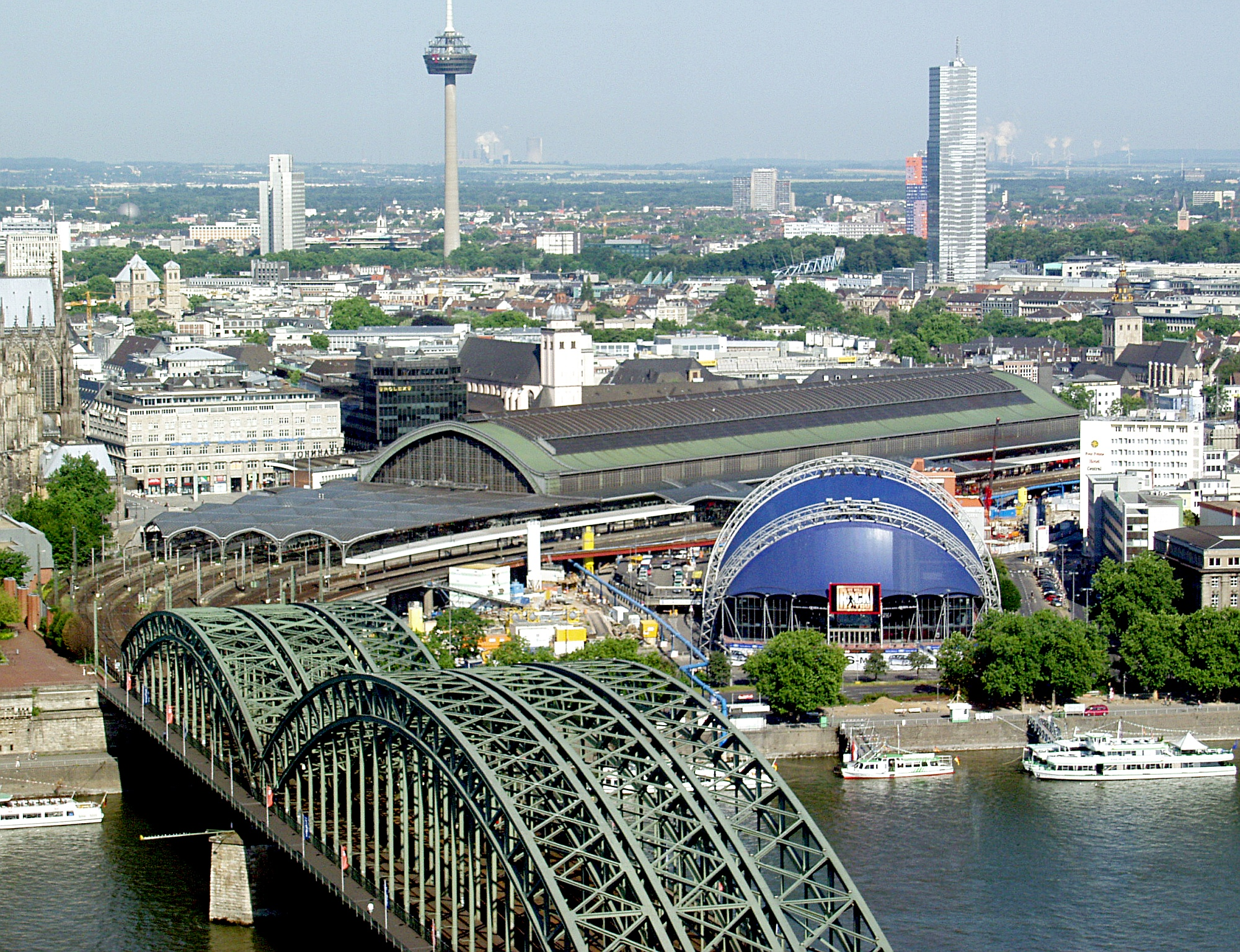
Kölner Hauptbahnhof, im Vordergrund die Hohenzollernbrücke, rechts vorne der Musical Dome

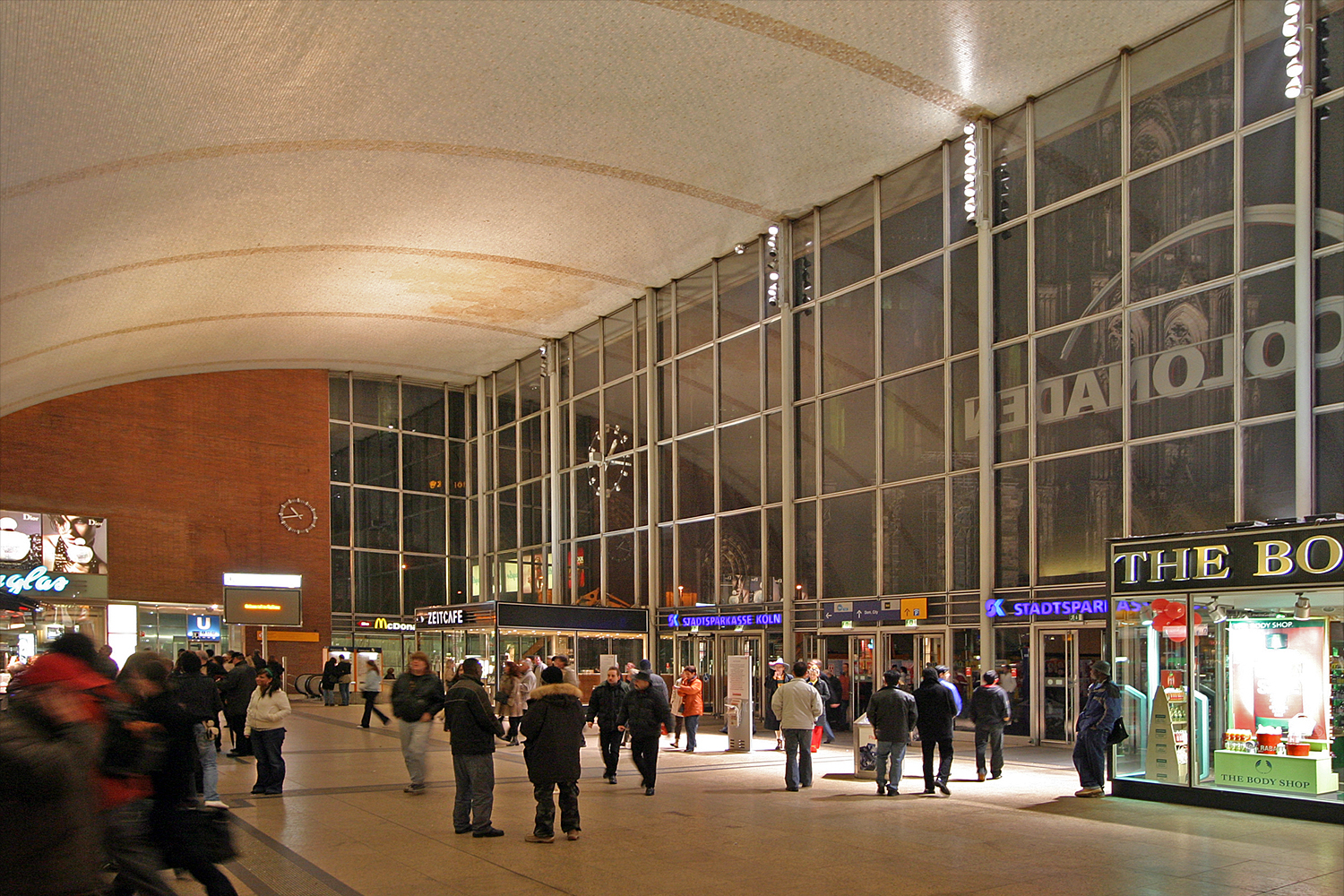
Eingangshalle des Kölner Hauptbahnhofs

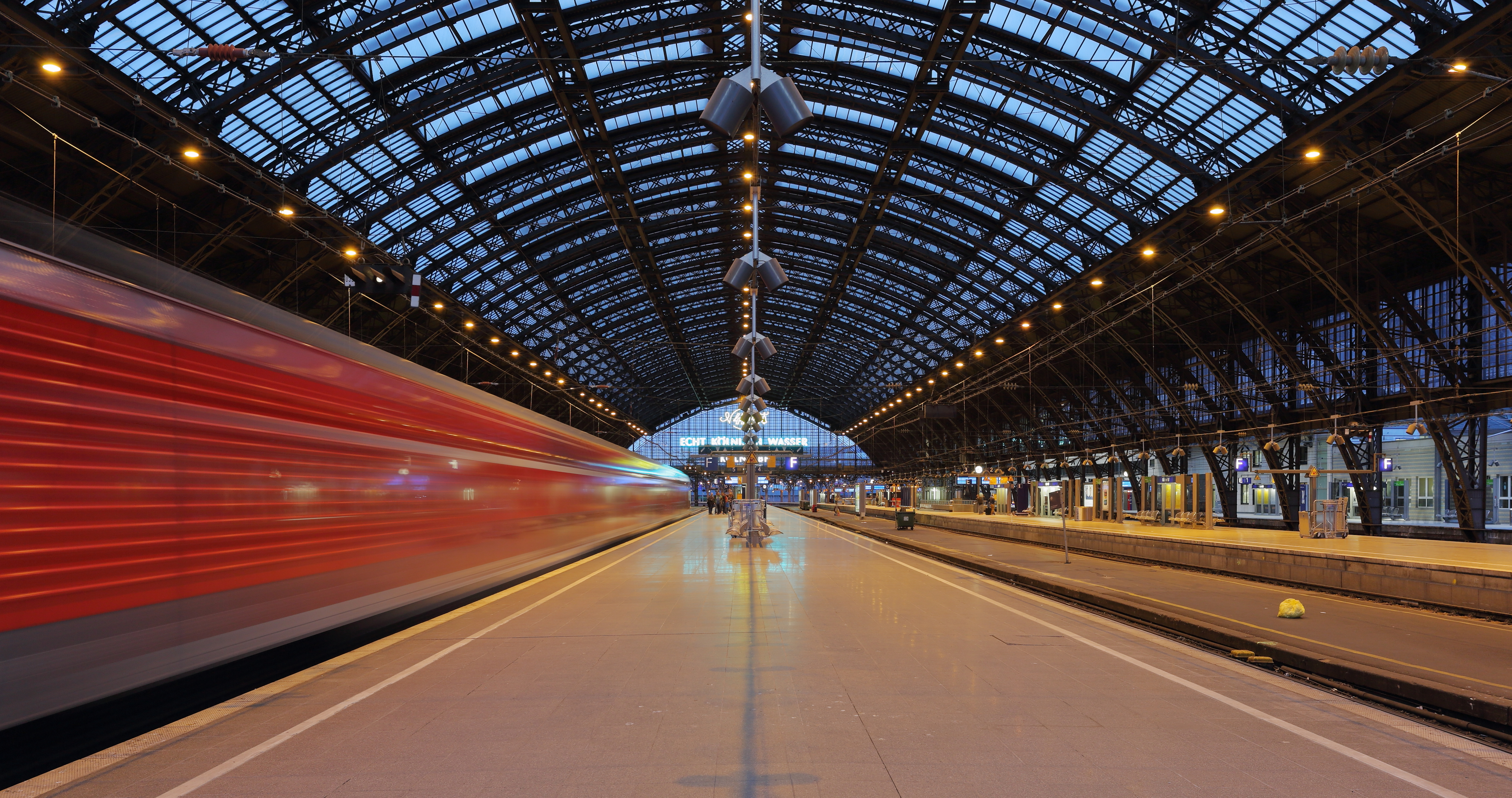
Haupthalle bei Abenddämmerung

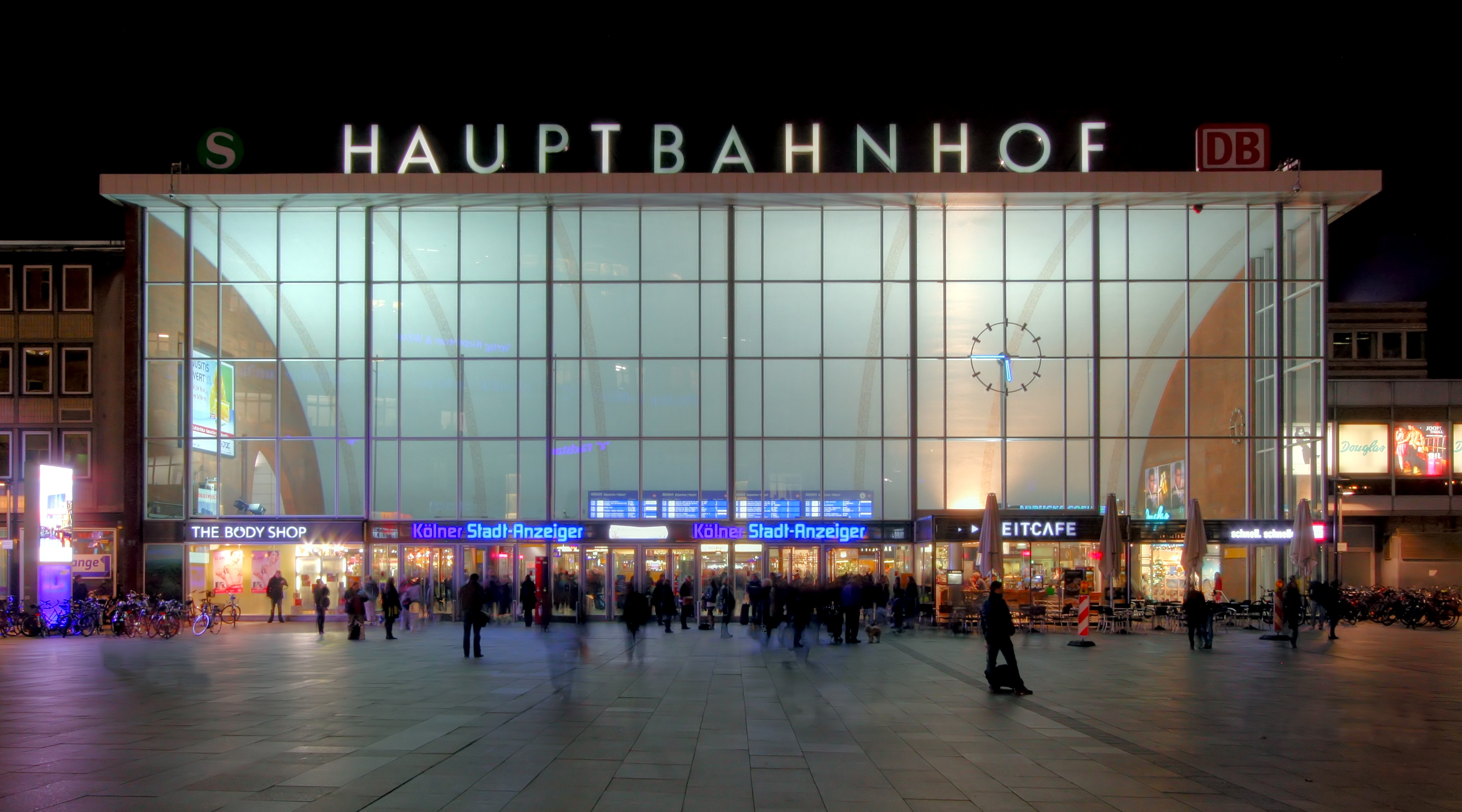
Bahnhofsvorplatz und Empfangsgebäude bei Nacht (2010)

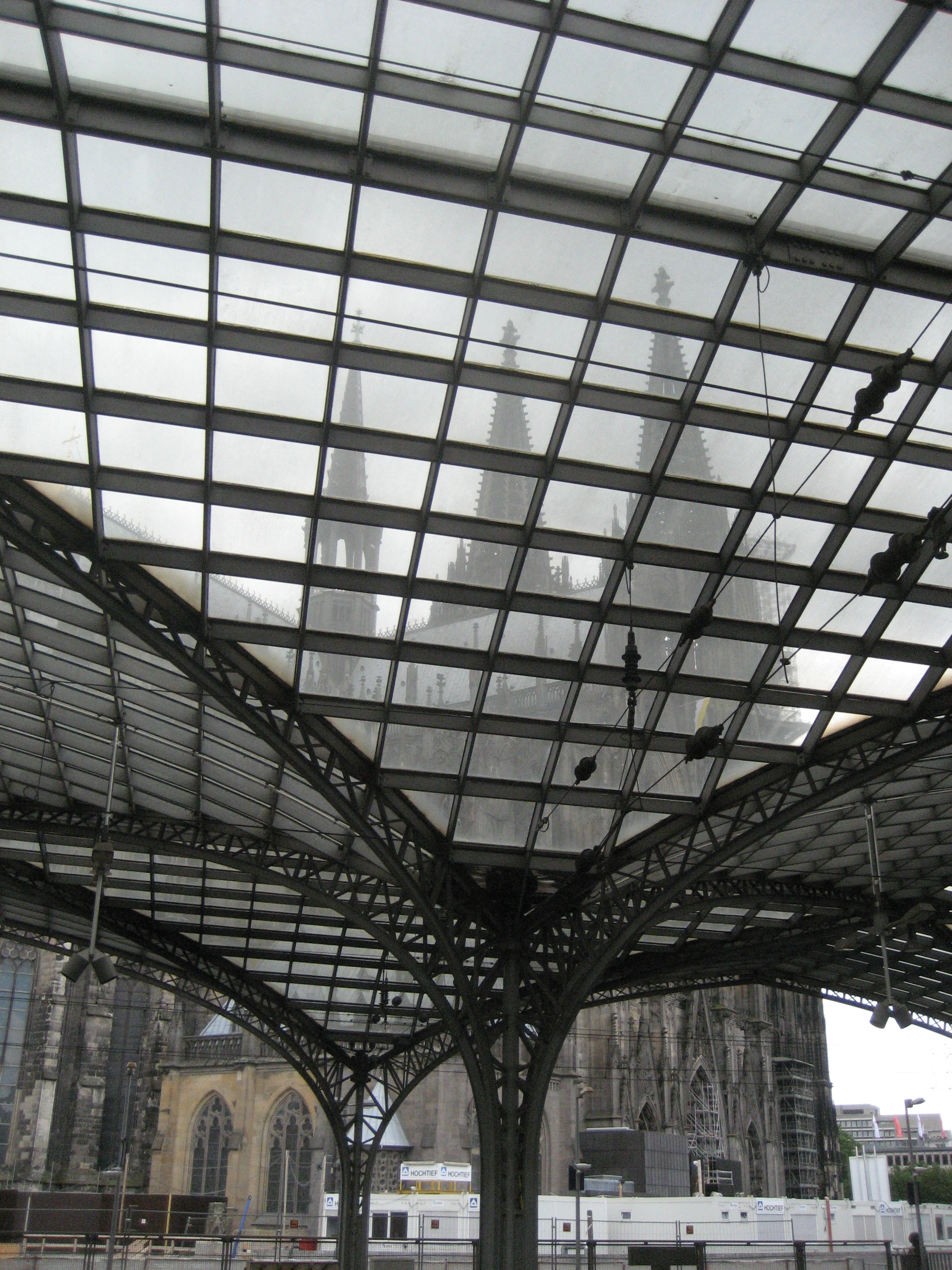
Bahnsteigüberdachung & Dom

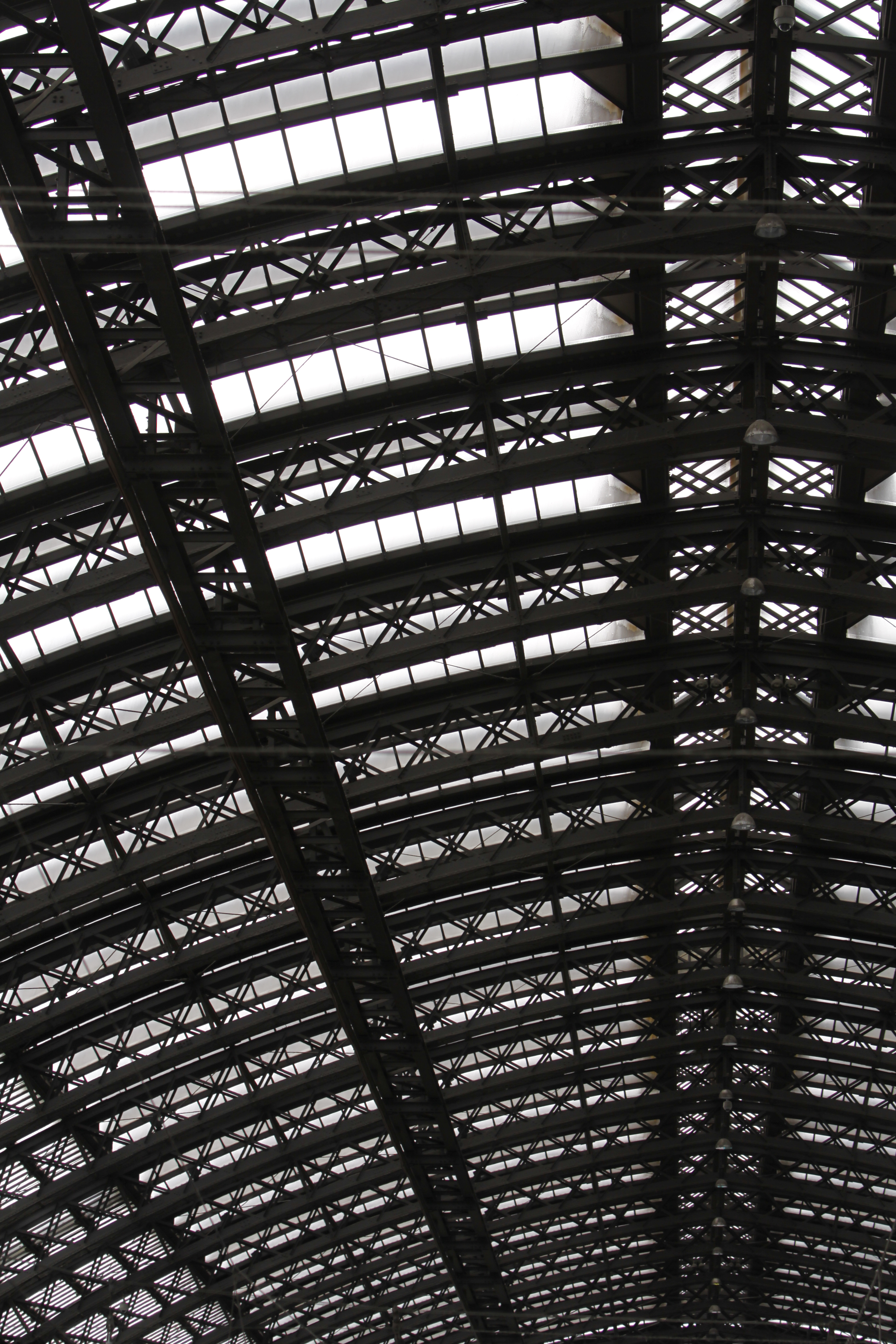
Stahlkonstruktion des Hallendaches

Während des Zweiten Weltkriegs wurde der Kölner Hauptbahnhof durch Luftangriffe stark beschädigt. Nach dem Krieg wurde daher einige Jahre überlegt, ob man nicht den Hauptbahnhof auf dem Gelände des Güterbahnhofs Gereon – dort befindet sich heute der Mediapark – neu errichten sollte. Daher ging der Wiederaufbau des Hauptbahnhofs nur sehr langsam vonstatten und die Kölner mussten sich für ein Jahrzehnt mit Provisorien begnügen.
Zunächst wurde 1953 der zerstörte westliche Langbau durch ein modernes Gebäude mit Gepäckabfertigung und Hotel ersetzt. Das nur gering zerstörte und provisorisch reparierte alte Empfangsgebäude wurde erst 1955 abgerissen, einer der vorrangigen Gründe hierfür war die Wahrnehmung als Symbol der preußischen Herrschaft. Auch ein Abriss der Bahnsteighalle, ähnlich wie am Bahnhof Köln-Deutz, war geplant. Durch den Ruß der Dampflokomotiven war die Dachkonstruktion stets stark verschmutzt, sodass kaum Tageslicht ins Innere gelangen konnte. Der Abriss wurde jedoch aus Kostengründen nicht realisiert; 1957 begann die Elektrifizierung und schuf langfristig Abhilfe in dieser Problematik.
Am 23. September 1957 wurde das neue Empfangsgebäude eröffnet, das nach den Plänen der Architekten Schmitt und Schneider erbaut wurde und eine markante, schalenförmige Dachkonstruktion sowie eine hohe, voll verglaste Fassadenfront zum Bahnhofsvorplatz aufweist. Auf der Nordseite des Hbf entstand 1945 durch die Räumung des ursprünglich eng bebauten Gebietes an der Maximinenstraße, Domstraße, Hofergasse, Hermannstraße und die Verschiebung der Goldgasse mit dem Breslauer Platz ein zweiter Vorplatz.

### Erweiterung ab 1975
Im Zuge des S-Bahn-Baus bis 1991 wurden die gesamte Bahntrasse, der Bahnhof und die Hohenzollernbrücke um zwei unabhängige Gleise erweitert. Zunächst wurde 1975 der Hauptbahnhof um zwei Gleise (10 und 11) erweitert und 1989 die Hohenzollernbrücke mit der S-Bahn-Stammstrecke auf sechs Gleise. Die Gleise und der zusätzliche Bahnsteig sind mit freistehenden Betonpilzen aufgeständert. Eine Erweiterung um zwei Gleise nach Norden ist bereits baulich berücksichtigt.
In den 1970er Jahren wurde ein Spurplanstellwerk in Betrieb genommen, das mit sieben Mitarbeitern besetzt ist. Zwei Fahrdienstleiter (für die Bereiche Ost und West) steuern einen sechs Kilometer langen Bereich zwischen Köln-West und Köln-Deutz. Es ersetzte fünf Anlagen.
1989–1991 wurde die Bahnsteigüberdachung vor der Halle und zwischen Halle und Eingangshalle durch einen Entwurf der Architekten des benachbarten Museums Ludwig (Busmann + Haberer mit Stefan Polónyi) ersetzt und die denkmalgeschützte Halle selbst wurde aufwendig renoviert (1987).

### Modernisierung um 2000 und Betrieb bis heute
Von 1997 bis 2000 wurde der Kölner Hauptbahnhof für rund 200 Millionen D-Mark modernisiert. Am 29. März 2000 fand die offizielle Einweihung des modernisierten Hauptbahnhofs statt. In der Eingangsebene wurde dabei ein Einkaufszentrum, die sogenannten „Colonaden“, errichtet, welche 70 Geschäfte und Gastronomiebetriebe mit über 11.500 Quadratmetern Verkaufsfläche und rund 700 Mitarbeitern umfassen. Die dafür nötigen Flächen waren zuvor als Gepäckaufbewahrung und Lagerraum genutzt worden oder lagen brach. Die einzelnen Geschäfte sind an ein Netz von Versorgungswegen angeschlossen. Ebenfalls wurde bei der Modernisierung die erste vollautomatische Gepäckaufbewahrungsanlage Europas installiert, bis heute ist sie die einzige dieses Typs in Deutschland. Sie besitzt annähernd 1000 Fächer auf drei unterirdischen Ebenen, die computergesteuert angefahren werden können. Monatlich werden hier etwa 20.000 Gepäckstücke verwahrt. Anfänglich gab es einige Ausfälle der Anlage, sodass aufgegebenes Gepäck nicht mehr entnommen werden konnte und durch die Deutsche Bahn nachgeschickt werden musste. Eine 3-S-Zentrale zur Durchführung der Ansagen an den Bahnsteigen und zur Videoüberwachung des Bahnhofs wurde eingerichtet.

## Planungen
Bei einem Bahngipfel von Deutscher Bahn, Bundesregierung und NRW-Landesregierung am 31. März 2010 in Düsseldorf wurde beschlossen, den Bahnhof bis 2019 um einen weiteren S-Bahnsteig mit zwei S-Bahn-Gleisen am Breslauer Platz zu erweitern. Nach letzten Planungen ist die Fertigstellung dieser Gleise bis 2030 zu erwarten. Nach Schätzungen belaufen sich die Kosten auf 60 Millionen Euro.
Der Bahnsteig an Gleis 1 sollte für den ab 2016 geplanten ICE-Verkehr nach London – St Pancras um einen Sicherheitsbereich erweitert und Personen- und Gepäckkontrolle damit ermöglicht werden. Bis heute (Stand August 2024) wurden weder die Verbindung nach London noch die Erweiterung der S-Bahn-Trasse realisiert. Die Bahn nannte als Grund Zulassungsprobleme bei den ICE-Zügen durch die Behörden in Belgien und Frankreich. Ein neuer Zeitplan wurde nicht genannt. Als betrieblich schwierig gilt die notwendige Kreuzung des gesamten westlichen Gleisvorfeldes durch die Richtung London abfahrenden Züge.
Im Dezember 2014 schrieb die Deutsche Bahn erste Planungsleistungen für ein Elektronisches Stellwerk für den Kölner Hauptbahnhof europaweit aus. Es sollte 2020 den S-Bahn-Verkehr übernehmen, 2024 den Fern- und Regionalverkehr. Zwischen den Gleisen 7 und 8 ist am Übergang zur Hohenzollernbrücke eine zusätzliche Gleisverbindung vorgesehen. Der S-Bahn-Teil ging Ende 2021 in Betrieb, bis Ende 2025 soll der Regional- und Fernverkehr umgestellt werden. Die Leistungsfähigkeit der S-Bahn-Gleise zwischen Hauptbahnhof und Messe/Deutz soll durch ETCS und Bahnsteigausbauten um 30 Prozent erhöht werden. Das Stellwerk soll rund 160 Millionen Euro kosten.
Im April 2019 wurden Pläne des Architekten Paul Böhm bekannt, der den Kölner Hauptbahnhof unter die Erde verlegen möchte. Oberirdisch soll dann eine Parkanlage vom Mediapark über die Hohenzollernbrücke bis nach Deutz führen. Vorbild für die Vision Böhms ist eine umgebaute ehemalige Hochbahntrasse in New York. Die High Line ist ein Publikumsmagnet in Manhattan. Pläne für die Verlegung des Hauptbahnhofs hatte es in der Vergangenheit schon öfter gegeben.
Im 2020 vorgelegten 3. Gutachterentwurf des Deutschlandtakts ist Köln nicht als Vollknoten, sondern als Knoten hinterlegt, in dem Richtungsanschlüsse fortlaufend hergestellt werden. Der Ausbau des Knotens Köln ist eines von 13 Infrastrukturprojekten des Deutschlandtakts, die laut dem im November 2021 vorgelegten Koalitionsvertrag der rot-grün-gelben Bundesregierung „beschleunigt auf den Weg“ gebracht und „mit hoher politischer Priorität“ umgesetzt werden sollen.

## Verkehr

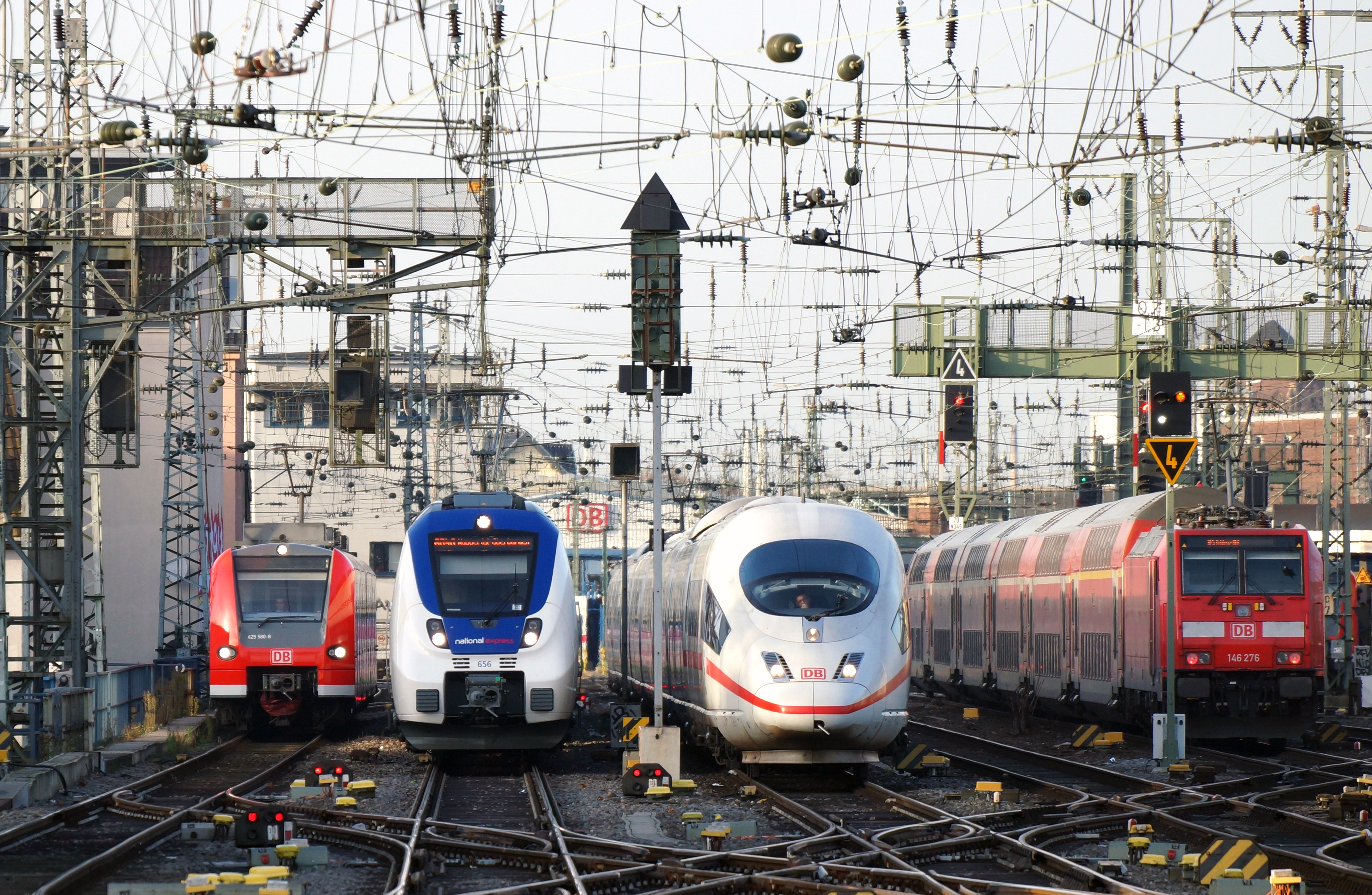
Züge verschiedener Zuggattungen und Betreiber in Köln Hbf

Der Kölner Hauptbahnhof ist einer der Knotenpunkte des europäischen Fernverkehrs. Köln verfügt auf beiden Seiten des Rheins über Fernverkehrstrecken. Daher bildet der am linksrheinischen Ufer gelegene Hauptbahnhof mit dem am rechtsrheinischen Ufer gelegenen Bahnhof Köln Messe/Deutz eine Einheit und ist mit diesem über die Hohenzollernbrücke verbunden. Im Hauptbahnhof treffen sich Fernverkehrszüge aus dem Ruhrgebiet, Süddeutschland, der Schweiz, den Niederlanden und Belgien. Köln Messe/Deutz (tief) bindet zwei weitere rechtsrheinische Intercity-Express-Linien an. In der Vergangenheit wurde daher über eine direkte Verbindung, wie beispielsweise Personenlaufbänder über den Rhein nachgedacht, diese umstrittenen Ideen wurden allerdings bis auf Weiteres als zu teuer verworfen.
Im Bahnknoten Köln laufen sternförmig elf Strecken zusammen. Täglich werden mehr als 318.000 Ein- und Aussteiger sowie mehr als 1300 Züge gezählt. Die im Kölner Hauptbahnhof abfahrenden Züge können zusammen bis zu 70.000 Menschen in der Stunde befördern. Diese Zugdichte war 2015 die höchste in Deutschland. Der Kölner Hauptbahnhof gehört – zusammen mit dem auf der anderen Rheinseite gelegenen Bahnhof Köln Messe/Deutz – zu den 21 Bahnhöfen der höchsten Preisklasse 1 von DB InfraGO.
Der Kölner Hauptbahnhof gilt zusammen mit der Hohenzollernbrücke als zentraler Engpass im Schienenverkehr der Region Köln. Der Fernverkehr belastet vorwiegend die südöstliche Ausfahrt auf vier Gleisen in Richtung Deutz; der Regionalverkehr überwiegend die Westseite. Die Zulaufstrecken ab Hürth-Kalscheuren sowie aus Richtung Steinstraße werden an der Kapazitätsgrenze betrieben. Angebotsausweitungen sind kaum möglich. Veränderungen am Spurplan sind mit dem bestehenden Stellwerk nicht möglich. Auch im Zeithorizont des Jahres 2030 und darüber hinaus soll es zu Überlastungen kommen. Maßnahmen zum Kapazitätsausbau wurden bahnintern und im Rahmen von Untersuchungen zum Bundesverkehrswegeplan diskutiert, konkrete Lösungsansätze waren 2018 noch nicht bekannt. Im Januar 2022 legte die DB einen Plan zur Erhöhung der Schienenwegkapazität vor, der Teile des Kölner Hauptbahnhofs mit einschließt.
Auf der angrenzenden Hohenzollernbrücke haben Züge durchschnittlich eine Minute Verspätung. Zur Verbesserung der Pünktlichkeit sollte die Zahl der Doppelbelegungen von Gleisen von 20 auf 60 pro Tag angehoben und die gastronomischen Vorräte von Fernverkehrszügen nur noch aufgefüllt werden, wenn wenigstens sieben Minuten zur Verfügung stehen. Die Mindestzugfolgezeit der S-Bahn betrug 2017 3,3 Minuten, zur Bewältigung der Verkehrsnachfrage wären 2,5 Minuten nötig.
| linksrheinisch | linksrheinisch | Rhein              | rechtsrheinisch | rechtsrheinisch |
| --- | -------------- | ------------------ | --------------- | --- |
| - Linksniederrheinische Strecke nach Neuss - Schnellfahrstrecke nach Aachen - Strecke nach Mönchengladbach - Linke Rheinstrecke nach Bonn - Güterumgehungsbahn Köln - Eifelstrecke nach Euskirchen/Trier | Hbf            | Hohenzollernbrücke | Messe/Deutz     | - Strecke nach Düsseldorf - Strecke nach Bergisch Gladbach - Strecke nach Wuppertal - Siegstrecke - Aggertalbahn - Flughafenschleife - Schnellfahrstrecke nach Frankfurt/Wiesbaden - Rechte Rheinstrecke nach Linz (Rhein) |

### Fernverkehr
Köln Hauptbahnhof ist Knoten zahlreicher Intercity-Express-Linien und solcher des Intercity-Netzes, die Köln zumeist im Stunden- oder Zweistundentakt erreichen. Des Weiteren fahren Nachtzüge der ÖBB-Personenverkehr unter der Bezeichnung ÖBB Nightjet den Bahnhof an. Der Flixtrain beginnt hier die Fahrt nach Berlin oder Hamburg.

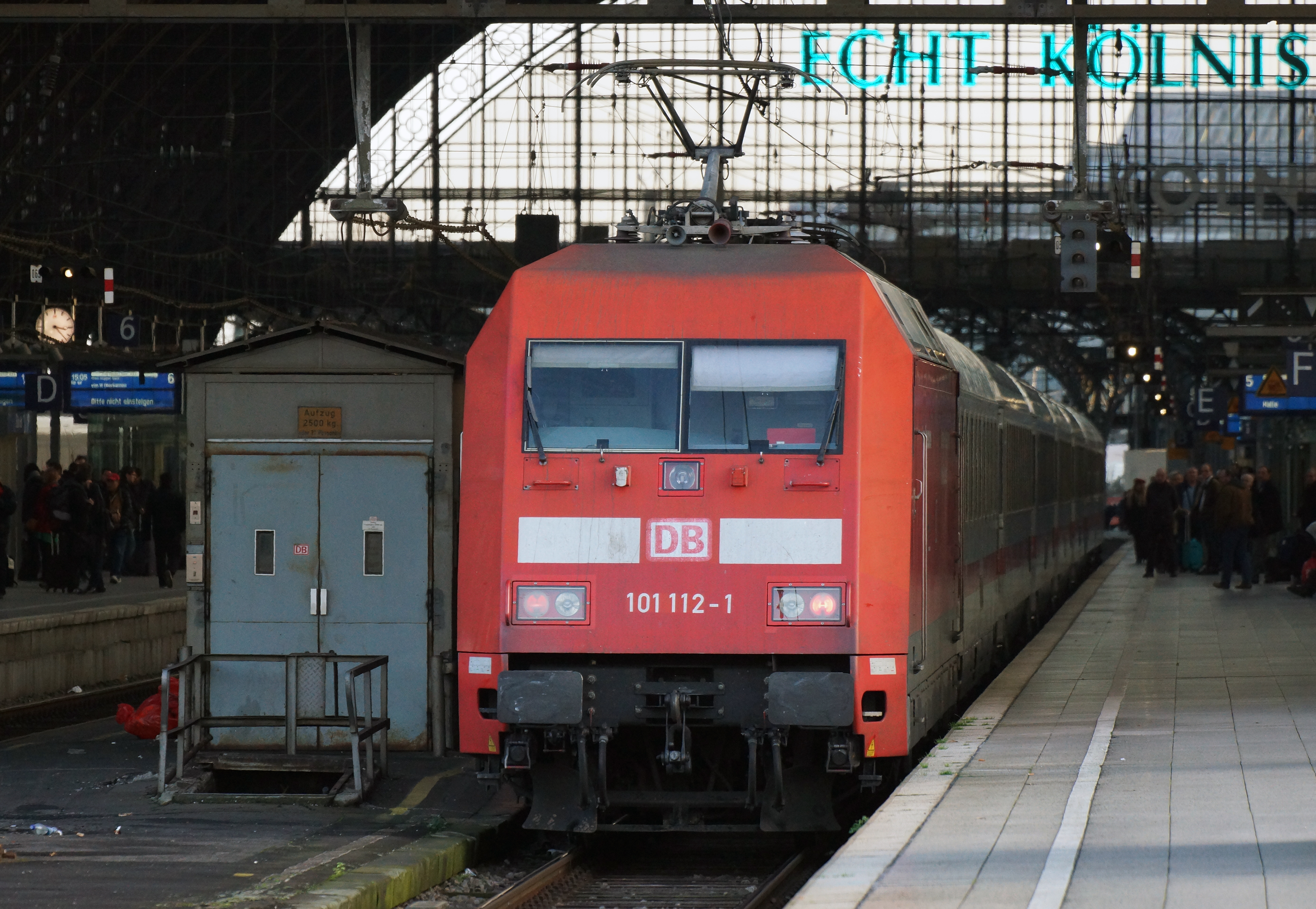
Intercity im Kölner Hauptbahnhof

| Linie         | Fahrtverlauf | Fahrtverlauf | Betreiber              |
| ------------- | --- | --- | ---------------------- |
| ICE 10        | Berlin Ost – Hannover – Bielefeld – Hamm (Flügelung) – | Dortmund – Essen – Duisburg – Düsseldorf – Köln Messe/Deutz – Köln/Bonn Flughafen | DB Fernverkehr         |
| ICE 10        | Berlin Ost – Hannover – Bielefeld – Hamm (Flügelung) – | Hagen – Wuppertal – Köln (– Bonn – Koblenz) | DB Fernverkehr         |
| ICE 19        | Berlin – Berlin-Spandau – Hannover – Bielefeld – Hagen – Wuppertal – Köln (– Bonn) | Berlin – Berlin-Spandau – Hannover – Bielefeld – Hagen – Wuppertal – Köln (– Bonn) | DB Fernverkehr         |
| FLX 20        | Hamburg – Hamburg-Harburg – Bremen – Osnabrück – Münster – Gelsenkirchen – Essen – Duisburg – Düsseldorf – Köln | Hamburg – Hamburg-Harburg – Bremen – Osnabrück – Münster – Gelsenkirchen – Essen – Duisburg – Düsseldorf – Köln | Flixtrain              |
| FLX 30        | (Leipzig – Lutherstadt Wittenberg – Berlin Südkreuz –) Berlin – Berlin-Spandau – Hannover – Dortmund – Essen – Duisburg – Düsseldorf – Köln | (Leipzig – Lutherstadt Wittenberg – Berlin Südkreuz –) Berlin – Berlin-Spandau – Hannover – Dortmund – Essen – Duisburg – Düsseldorf – Köln | Flixtrain              |
| ICE 30        | Hamburg-Altona – Hamburg – Bremen – Osnabrück – Münster – Essen – Duisburg – Düsseldorf – Köln | Hamburg-Altona – Hamburg – Bremen – Osnabrück – Münster – Essen – Duisburg – Düsseldorf – Köln | DB Fernverkehr         |
| IC 30         | (Westerland –) Hamburg – Bremen – Osnabrück – Münster – Dortmund – Essen – Duisburg – Düsseldorf – Köln – Bonn – Koblenz – Mainz – Mannheim – Heidelberg – Stuttgart als EC ab Mannheim weiter Karlsruhe – Freiburg – Basel – Zürich – / Interlaken Ost       | (Westerland –) Hamburg – Bremen – Osnabrück – Münster – Dortmund – Essen – Duisburg – Düsseldorf – Köln – Bonn – Koblenz – Mainz – Mannheim – Heidelberg – Stuttgart als EC ab Mannheim weiter Karlsruhe – Freiburg – Basel – Zürich – / Interlaken Ost       | DB Fernverkehr/SBB     |
| ICE 31        | Kiel - / Hamburg-Altona – Bremen – Osnabrück – Münster – Dortmund – Wuppertal – Köln – Bonn – Koblenz – Mainz – Frankfurt Flughafen – Frankfurt - Würzburg – Nürnberg – Regensburg – Passau                                                                   | Kiel - / Hamburg-Altona – Bremen – Osnabrück – Münster – Dortmund – Wuppertal – Köln – Bonn – Koblenz – Mainz – Frankfurt Flughafen – Frankfurt - Würzburg – Nürnberg – Regensburg – Passau                                                                   | DB Fernverkehr         |
| ICE 32, IC 32 | Berlin-Südkreuz – Berlin – Berlin-Spandau – Wolfsburg – Hannover – (Bielefeld – Hamm – Dortmund) oder (Münster – Recklinghausen) – Essen – Duisburg – Düsseldorf – Köln – Bonn – Koblenz – Mainz – Mannheim – Heidelberg – Stuttgart – Ulm                    | Berlin-Südkreuz – Berlin – Berlin-Spandau – Wolfsburg – Hannover – (Bielefeld – Hamm – Dortmund) oder (Münster – Recklinghausen) – Essen – Duisburg – Düsseldorf – Köln – Bonn – Koblenz – Mainz – Mannheim – Heidelberg – Stuttgart – Ulm                    | DB Fernverkehr         |
| IC 35         | (Norddeich Mole –) Emden – Münster – Recklinghausen – Wanne-Eickel – Gelsenkirchen – Oberhausen – Duisburg – Düsseldorf – Köln – Bonn – Koblenz (– Mannheim – Karlsruhe – Villingen – Konstanz)                                                               | (Norddeich Mole –) Emden – Münster – Recklinghausen – Wanne-Eickel – Gelsenkirchen – Oberhausen – Duisburg – Düsseldorf – Köln – Bonn – Koblenz (– Mannheim – Karlsruhe – Villingen – Konstanz)                                                               | DB Fernverkehr         |
| IC 37         | Düsseldorf – Köln – Bonn – Remagen – Andernach – Koblenz – Kobern-Gondorf – Treis-Karden – Cochem – Bullay – Wittlich – Schweich – Trier – Wasserbillig – Luxembourg                                                                                          | Düsseldorf – Köln – Bonn – Remagen – Andernach – Koblenz – Kobern-Gondorf – Treis-Karden – Cochem – Bullay – Wittlich – Schweich – Trier – Wasserbillig – Luxembourg                                                                                          | CFL/DB Regio           |
| ICE 39        | Köln - Düsseldorf - Duisburg - Essen - Münster - Hamburg - Hamburg-Altona | Köln - Düsseldorf - Duisburg - Essen - Münster - Hamburg - Hamburg-Altona | DB Fernverkehr         |
| ICE 42        | Hamburg-Altona - Bremen – Münster – Dortmund – Essen – Duisburg – Düsseldorf – Köln – Siegburg/Bonn – Frankfurt Flughafen - Mannheim - Stuttgart – Ulm – Augsburg – München                                                                                   | Hamburg-Altona - Bremen – Münster – Dortmund – Essen – Duisburg – Düsseldorf – Köln – Siegburg/Bonn – Frankfurt Flughafen - Mannheim - Stuttgart – Ulm – Augsburg – München                                                                                   | DB Fernverkehr         |
| ICE 43        | Hamburg – Bremen – Osnabrück – Dortmund – Hagen – Wuppertal – Köln – Siegburg/Bonn – Frankfurt Flughafen - Mannheim – Karlsruhe – Freiburg – Basel | Hamburg – Bremen – Osnabrück – Dortmund – Hagen – Wuppertal – Köln – Siegburg/Bonn – Frankfurt Flughafen - Mannheim – Karlsruhe – Freiburg – Basel | DB Fernverkehr         |
| ICE 45        | Köln – Köln/Bonn Flughafen – Montabaur – Limburg – Wiesbaden – Mainz (– Stuttgart) | Köln – Köln/Bonn Flughafen – Montabaur – Limburg – Wiesbaden – Mainz (– Stuttgart) | DB Fernverkehr         |
| ICE 49        | (Dortmund – Hagen – Wuppertal – Solingen –) Köln – (Köln Messe/Deutz – Köln/Bonn Flughafen –) Siegburg/Bonn – Montabaur – Limburg – Frankfurt Flughafen – Frankfurt                                                                                           | (Dortmund – Hagen – Wuppertal – Solingen –) Köln – (Köln Messe/Deutz – Köln/Bonn Flughafen –) Siegburg/Bonn – Montabaur – Limburg – Frankfurt Flughafen – Frankfurt                                                                                           | DB Fernverkehr         |
| IC 55         | Dresden – Riesa – Leipzig – Halle – Magdeburg – Braunschweig – Hannover – Bielefeld – Hamm – Dortmund – Hagen – Wuppertal – Solingen – Köln | Dresden – Riesa – Leipzig – Halle – Magdeburg – Braunschweig – Hannover – Bielefeld – Hamm – Dortmund – Hagen – Wuppertal – Solingen – Köln | DB Fernverkehr         |
| ICE 78        | Amsterdam – Arnheim – Oberhausen – Duisburg – Düsseldorf – Köln – Frankfurt Flughafen – Frankfurt (/– Basel) | Amsterdam – Arnheim – Oberhausen – Duisburg – Düsseldorf – Köln – Frankfurt Flughafen – Frankfurt (/– Basel) | ICE International      |
| ICE 79        | Brüssel – Lüttich – Aachen – Köln – Frankfurt Flughafen – Frankfurt | Brüssel – Lüttich – Aachen – Köln – Frankfurt Flughafen – Frankfurt | ICE International      |
| EST           | Dortmund – Essen – Duisburg – Düsseldorf Flughafen – Düsseldorf – Köln – Aachen – Lüttich-Guillemins – Bruxelles-Midi/Brussel-Zuid – Paris Nord | Dortmund – Essen – Duisburg – Düsseldorf Flughafen – Düsseldorf – Köln – Aachen – Lüttich-Guillemins – Bruxelles-Midi/Brussel-Zuid – Paris Nord | Eurostar International |
| NJ 40421      | ÖBB Nightjet Düsseldorf – Köln – Bonn – Koblenz – Mainz – Frankfurt Flughafen – Frankfurt Süd – Nürnberg – Regensburg – Passau – Wels – Linz – Amstetten – St. Pölten – Wien Meidling – Wien (Autoreisezuganlage)                                             | ÖBB Nightjet Düsseldorf – Köln – Bonn – Koblenz – Mainz – Frankfurt Flughafen – Frankfurt Süd – Nürnberg – Regensburg – Passau – Wels – Linz – Amstetten – St. Pölten – Wien Meidling – Wien (Autoreisezuganlage)                                             | ÖBB Nightjet           |
| NJ 421        | ÖBB Nightjet Düsseldorf – Köln – Bonn – Koblenz – Mainz – Frankfurt Flughafen – Frankfurt Süd – Nürnberg – Augsburg – München – Kufstein – Wörgl – Jenbach – Innsbruck                                                                                        | ÖBB Nightjet Düsseldorf – Köln – Bonn – Koblenz – Mainz – Frankfurt Flughafen – Frankfurt Süd – Nürnberg – Augsburg – München – Kufstein – Wörgl – Jenbach – Innsbruck                                                                                        | ÖBB Nightjet           |
| NJ 425        | ÖBB Nightjet Bruxelles Midi – Bruxelles-Nord – Liège – Aachen – Köln – Bonn – Koblenz – Mainz – Frankfurt Flughafen – Frankfurt Süd – Nürnberg – Augsburg – München – Kufstein – Wörgl – Jenbach – Innsbruck                                                  | ÖBB Nightjet Bruxelles Midi – Bruxelles-Nord – Liège – Aachen – Köln – Bonn – Koblenz – Mainz – Frankfurt Flughafen – Frankfurt Süd – Nürnberg – Augsburg – München – Kufstein – Wörgl – Jenbach – Innsbruck                                                  | ÖBB Nightjet           |
| NJ 50425      | ÖBB Nightjet Bruxelles Midi – Bruxelles-Nord – Liège – Aachen – Köln – Bonn-Beuel – Koblenz – Mainz – Frankfurt Flughafen – Frankfurt Süd – Nürnberg – Regensburg – Passau – Wels – Linz – Amstetten – St. Pölten – Wien Meidling – Wien (Autoreisezuganlage) | ÖBB Nightjet Bruxelles Midi – Bruxelles-Nord – Liège – Aachen – Köln – Bonn-Beuel – Koblenz – Mainz – Frankfurt Flughafen – Frankfurt Süd – Nürnberg – Regensburg – Passau – Wels – Linz – Amstetten – St. Pölten – Wien Meidling – Wien (Autoreisezuganlage) | ÖBB Nightjet           |

Über verschiedene Hochgeschwindigkeitsstrecken sind die meisten Großstädte Deutschlands wie auch im westlich benachbarten Ausland innerhalb weniger Stunden erreichbar.
Der Eurostar fährt über Aachen und Brüssel nach Paris, der ICE International fährt von Brüssel oder Amsterdam kommend nach Frankfurt. Die Verbindungen nach Brüssel wechseln sich im Stundentakt ab; diejenige nach Amsterdam besteht zweistündlich.
NJ 421 und NJ 40421 werden, ebenso wie NJ 491 und NJ 40491, die von Hamburg-Altona kommen, in Nürnberg geflügelt und neu vereinigt: NJ 421 verkehrt gemeinsam mit NJ 40491 nach Innsbruck, während NJ 40421 mit NJ 491 nach Wien weiterfährt. So werden mit zwei Zügen vier umstiegsfreie Verbindungen ermöglicht.
Mit zusammen 403 regelmäßigen Ankünften und Abfahrten pro Tag im Fernverkehr war der Hauptbahnhof Köln im Sommerfahrplan 1989 der bedeutendste Knoten im Netz der Deutschen Bundesbahn. Mit 383 regelmäßigen Fernverkehrs-An- und -Abfahrten war er im Sommerfahrplan 1996 im Netz der Deutschen Bahn der zweitwichtigste Knoten (nach Hannover Hauptbahnhof).
| Ziel              | Reisezeit (ICE) | Reisezeit (IC) |
| ----------------- | --------------- | -------------- |
| Amsterdam         | 2:39            | 3:57           |
| Basel             | 3:52            | 4:44           |
| Berlin            | 3:56            | 5:59           |
| Bremen            | 3:04            | 3:06           |
| Brüssel           | 1:53            | 3:21           |
| Frankfurt am Main | 1:03            | 2:20           |
| Hamburg           | 3:36            | 3:54           |
| Hannover          | 2:41            | 3:05           |
| Leipzig           | 4:26            | 6:07           |
| Luxemburg         | —               | 3:31           |
| München           | 3:51            | 5:58           |
| Nürnberg          | 2:46            | 7:04           |
| Paris             | 3:21            | —              |
| Stuttgart         | 2:13            | 3:28           |
| Wien              | 8:54            | 11:12          |
| Zürich            | 4:46            | 6:07           |

### Regional- und S-Bahn-Verkehr

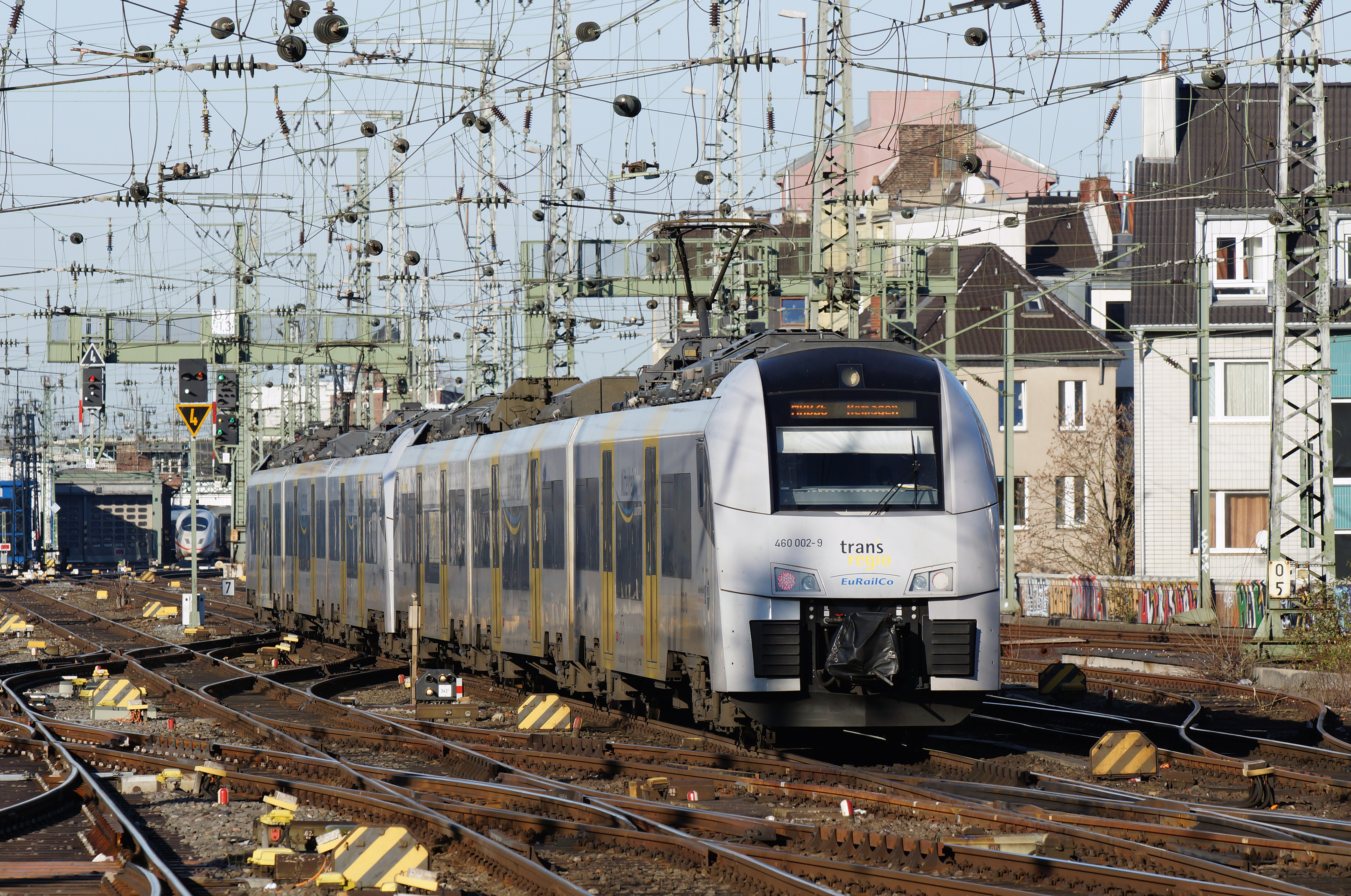
RB 26 der Trans regio nach Remagen in Köln Hbf

Köln Hbf ist daneben auch Knotenpunkt zahlreicher Regional-Express- und Regionalbahn-Linien, die Köln Hauptbahnhof zumeist im Halb- oder Stundentakt erreichen:
| Linie       | Linienbezeichnung Fahrtverlauf | Takt                                                                                     | Betreiber             | Fahrzeuge                                           |
| ----------- | --- | ---------------------------------------------------------------------------------------- | --------------------- | --------------------------------------------------- |
| RE 1 (RRX)  | NRW-Express: Aachen Hbf – Aachen-Rothe Erde – Eilendorf (ein Zugpaar) –Stolberg (Rheinl) Hbf – Eschweiler Hbf – Langerwehe – Düren – Horrem – Köln-Ehrenfeld – Köln Hbf – Köln Messe/Deutz – Köln-Mülheim – Leverkusen Mitte – Düsseldorf-Benrath – Düsseldorf Hbf – Düsseldorf Flughafen – Duisburg Hbf – Mülheim (Ruhr) Hbf – Essen Hbf – Wattenscheid – Bochum Hbf – Dortmund Hbf – Dortmund-Scharnhorst (nicht stündlich, im Wechsel mit Nordbögge) – Dortmund-Kurl – Kamen-Methler – Kamen – Bönen-Nordbögge (nicht stündlich, im Wechsel mit Dortmund-Scharnhorst) – Hamm (Westf) Hbf Stand: Fahrplanwechsel Dezember 2023 | 60 min                                                                                   | National Express      | Siemens Desiro HC                                   |
| RE 5 (RRX)  | Rhein-Express: Wesel – Friedrichsfeld (Niederrhein) (zweistdl.) – Voerde (Niederrhein) – Dinslaken – Oberhausen-Holten (zweistdl.) – Oberhausen-Sterkrade – Oberhausen Hbf – Duisburg Hbf – Düsseldorf Flughafen – Düsseldorf Hbf – Düsseldorf-Benrath – Leverkusen Mitte – Köln-Mülheim – Köln Messe/Deutz – Köln Hbf – Köln Süd – Brühl – Bonn Hbf – Bonn UN Campus – Bonn-Bad Godesberg – Oberwinter – Remagen – Sinzig (Rhein) – Bad Breisig – Andernach – Koblenz Stadtmitte – Koblenz Hbf Stand: Fahrplanwechsel Dezember 2023 | 60 min                                                                                   | National Express      | Siemens Desiro HC                                   |
| RE 6 (RRX)  | Rhein-Weser-Express: Köln/Bonn Flughafen – Köln Hbf – Dormagen – Neuss Hbf – Düsseldorf-Bilk – Düsseldorf Hbf – Düsseldorf Flughafen – Duisburg Hbf – Mülheim (Ruhr) Hbf – Essen Hbf – Wattenscheid – Bochum Hbf – Dortmund Hbf – Kamen – Hamm (Westf) Hbf – Heessen – Ahlen (Westf) – Beckum-Neubeckum – Oelde – Rheda-Wiedenbrück – Gütersloh Hbf – Bielefeld Hbf – Herford – Löhne (Westf) – Bad Oeynhausen – Porta Westfalica – Minden (Westf) Stand: Fahrplanwechsel Dezember 2023 | 60 min                                                                                   | National Express      | Siemens Desiro HC                                   |
| RE 7        | Rhein-Münsterland-Express: Rheine – Emsdetten – Greven – Münster Hbf – Münster-Hiltrup – Drensteinfurt – Hamm (Westf) Hbf – Bönen – Unna – Holzwickede – Schwerte – Hagen Hbf – Ennepetal (Gevelsberg) – Schwelm – Wuppertal-Oberbarmen – Wuppertal Hbf – Solingen Hbf – Opladen – Köln Messe/Deutz – Köln Hbf – Dormagen – Neuss Hbf – Meerbusch-Osterath – Krefeld-Oppum – Krefeld Hbf Stand: Fahrplanwechsel Dezember 2023 | 60 min                                                                                   | National Express      | Bombardier Talent 2                                 |
| RE 8        | Rhein-Erft-Express: (Mönchengladbach Hbf – Rheydt Hbf – Rheydt-Odenkirchen – Hochneukirch – Jüchen – Grevenbroich –)* Rommerskirchen – Stommeln – Pulheim – Köln-Ehrenfeld – Köln Hbf – Köln Messe/Deutz – Porz (Rhein) – Troisdorf – Friedrich-Wilhelms-Hütte – Menden (Rheinl) – Bonn-Beuel – Bonn-Oberkassel – Niederdollendorf – Königswinter – Rhöndorf – Bad Honnef (Rhein) – Unkel – Linz (Rhein) – Bad Hönningen – Rheinbrohl – Neuwied – Urmitz Rheinbrücke – Koblenz-Lützel – Koblenz Stadtmitte – Koblenz Hbf * nur werktags Stand: Fahrplanwechsel Dezember 2023 | 60 min                                                                                   | DB Regio              | Alstom Coradia Continental                          |
| RE 9        | Rhein-Sieg-Express: Aachen Hbf – Aachen-Rothe Erde – Stolberg (Rheinl) Hbf – Eschweiler Hbf – Langerwehe – Düren – Horrem – Köln-Ehrenfeld – Köln Hbf – Köln Messe/Deutz – Porz (Rhein) – Troisdorf – Siegburg/Bonn – Hennef (Sieg) – Eitorf – Herchen – (Dattenfeld –)* Schladern (Sieg) – (Rosbach (Windeck) –)* Au (Sieg) – (Etzbach –)* Wissen (Sieg) – (Niederhövels – Scheuerfeld (Sieg) –)* Betzdorf (Sieg) – Kirchen – Brachbach (– Niederschelden – Eiserfeld (Sieg))* – Siegen Hbf * Halt einzelner Züge im Nacht- und Berufsverkehr Stand: Fahrplanwechsel Dezember 2023 | 60 min                                                                                   | DB Regio              | Bombardier Talent 2 / BR 146.0 mit Doppelstockwagen |
| RE 12       | Eifel-Mosel-Express: Köln Messe/Deutz – Köln Hbf – Köln Süd – (Erftstadt – Weilerswist –) Euskirchen (– Mechernich – Kall – Jünkerath – Gerolstein – Bitburg-Erdorf – Trier Hbf) (aufgrund von Hochwasserschäden längerfristig im Schienenersatzverkehr zwischen Kall und Trier Hbf) Stand: Fahrplanwechsel Dezember 2023 | einzelne Zugpaare                                                                        | DB Regio              | Alstom Coradia LINT                                 |
| RE 22 RB 22 | Eifel-Express: Köln Messe/Deutz – Köln Hbf – Köln West – Köln Süd – Erftstadt – Weilerswist – Euskirchen – Mechernich – Kall (Gattungswechsel RE/RB) – Urft (Steinfeld) – Nettersheim – Blankenheim (Wald) – Schmidtheim – Dahlem (Eifel) – Jünkerath – Lissendorf – Oberbettingen-Hillesheim – Gerolstein – Birresborn – Mürlenbach – Densborn – Usch/Zendscheid – St. Thomas – Kyllburg – Bitburg-Erdorf – Hüttingen – Philippsheim – Speicher – Auw an der Kyll – Daufenbach – Kordel – Ehrang – Pfalzel – Trier Hbf (aufgrund von Elektrifizierungsarbeiten wechselnde Abschnitte längerfristig im Schienenersatzverkehr) Stand: 16. Juni 2025 | 60 min                                                                                   | DB Regio              | Alstom Coradia LINT                                 |
| RB 24       | Eifel-Bahn: Köln Messe/Deutz – Köln Hbf – Köln West – Köln Süd – Hürth-Kalscheuren – Brühl-Kierberg – Erftstadt – Weilerswist – Weilerswist-Derkum – Euskirchen-Großbüllesheim – Euskirchen – Satzvey – Mechernich – Scheven – Kall (– Urft (Steinfeld) – Nettersheim – Blankenheim (Wald) – Schmidtheim – Dahlem (Eifel) – Jünkerath – Lissendorf – Oberbettingen-Hillesheim – Gerolstein) Stand: 16. Juni 2025 | 60 min (Köln–Kall) einzelne Züge (Kall–Gerolstein)                                       | DB Regio              | Alstom Coradia LINT                                 |
| RB 25       | Oberbergische Bahn: Köln Hansaring – Köln Hbf – Köln Messe/Deutz – Köln Trimbornstraße – Köln Frankfurter Straße – Rösrath-Stümpen – Rösrath – Hoffnungsthal – Lohmar-Honrath – Overath – Engelskirchen – Ründeroth – Gummersbach-Dieringhausen – Gummersbach – Marienheide – Meinerzhagen – Kierspe – Halver-Oberbrügge – Lüdenscheid-Brügge – Lüdenscheid Stand: Fahrplanwechsel Dezember 2023 | 30 min (Köln–Gummersbach) 60 min (Gummersbach–Lüdenscheid)                               | DB Regio              | Alstom Coradia LINT                                 |
| RB 26       | MittelrheinBahn: (Köln/Bonn Flughafen –) (nur im Nachtverkehr) Köln Messe/Deutz – Köln Hbf – Köln West – Köln Süd – Hürth-Kalscheuren – Brühl – Sechtem – Roisdorf – Bonn Hbf – Bonn UN Campus – Bonn-Bad Godesberg – Bonn-Mehlem – Rolandseck – Oberwinter – Remagen – Sinzig (Rhein) – Bad Breisig – Brohl – Namedy – Andernach – Weißenthurm – Mülheim-Kärlich – Koblenz-Lützel – Koblenz Stadtmitte – Koblenz Hbf – Rhens – Spay – Boppard Hbf – Boppard-Bad Salzig – Boppard-Hirzenach – Sankt Goar – Oberwesel – Bacharach – Niederheimbach – Trechtingshausen – Bingen (Rhein) Hbf – Bingen (Rhein) Stadt – Bingen-Gaulsheim – Gau Algesheim – Ingelheim – Heidesheim (Rheinhessen) – Uhlerborn – Budenheim – Mainz-Mombach – Mainz Hbf Stand: Fahrplanwechsel Dezember 2021 | 60 min                                                                                   | Trans Regio           | Siemens Desiro ML                                   |
| RB 27       | Rhein-Erft-Bahn: Mönchengladbach Hbf – Rheydt Hbf – Rheydt-Odenkirchen – Hochneukirch – Jüchen – Grevenbroich – Rommerskirchen – Stommeln – Pulheim – Köln-Ehrenfeld – Köln Hbf – Köln Messe/Deutz – Köln/Bonn Flughafen – Troisdorf – Friedrich-Wilhelms-Hütte – Menden (Rheinl) – Bonn-Beuel – Bonn-Oberkassel – Niederdollendorf – Königswinter – Rhöndorf – Bad Honnef (Rhein) – Unkel – Erpel (Rhein) – Linz (Rhein) – Leubsdorf (Rhein) – Bad Hönningen – Rheinbrohl – Leutesdorf (Rhein) – Neuwied – Engers – Vallendar – Koblenz-Ehrenbreitstein – Koblenz Hbf Stand: Fahrplanwechsel Dezember 2023 | 60 min                                                                                   | DB Regio              | Baureihe 425                                        |
| RB 38       | Erft-Bahn: Bedburg (Erft) – Glesch – Paffendorf – Zieverich – Bergheim (Erft) – Quadrath-Ichendorf – Horrem – Köln-Ehrenfeld – Köln Hbf – Köln Messe/Deutz Stand: Fahrplanwechsel Dezember 2023 | 60 min 30 min (Bedburg–Horrem wochentags)                                                | DB Regio              | Alstom Coradia LINT                                 |
| RB 48       | Rhein-Wupper-Bahn: Wuppertal-Oberbarmen – Wuppertal-Barmen – Wuppertal Hbf – Wuppertal-Vohwinkel – Haan-Gruiten – Haan – Solingen Hbf – Leichlingen – Opladen – Leverkusen-Manfort – Köln-Mülheim – Köln Messe/Deutz – Köln Hbf – Köln West – Köln Süd – Hürth-Kalscheuren – Brühl – Sechtem – Roisdorf – Bonn Hbf – Bonn UN Campus – Bonn-Bad Godesberg – Bonn-Mehlem Stand: Fahrplanwechsel Dezember 2021 | 30 min (W-Oberbarmen–Köln) 30 (HVZ)/60 min (Köln–Bonn Hbf) 60 min (Bonn Hbf–Bonn-Mehlem) | National Express Rail | Bombardier Talent 2                                 |

Der Kölner Hauptbahnhof ist in das S-Bahn-Netz Köln integriert. Die dazugehörige Stammstrecke führt vom nordwestlich des S-Bahn-Haltepunkts Köln Hauptbahnhof gelegenen S-Bahn-Haltepunkt Köln Hansaring zum östlich der Hohenzollernbrücke gelegenen S-Bahn-Haltepunkt Köln Messe/Deutz. Alle Linien, die den Hauptbahnhof bedienen, machen das auch an diesen Stationen. Montags bis samstags tagsüber verkehren dort die S-Bahnen im 20-Minuten-Takt, sonst alle 30 Minuten. Betrieblich gesehen sind alle genannten „Haltepunkte“ der S-Bahn-Stammstrecke keine Haltepunkte in diesem Sinne, sondern Bahnhofsteile von Köln Hauptbahnhof, verwirrenderweise tatsächlich auch der S-Bahn-Halteplatz in Köln Messe/Deutz und sogar zusätzlich noch der noch weiter östlich gelegene Halt Köln Trimbornstraße. Die derzeitige Regionalbahnlinie RB 25 zählt als Vorlaufbetrieb zum S-Bahn-Netz.
| Linie | Fahrtverlauf | Takt |
| ----- | --- | --- |
| S 6   | Essen Hbf – Essen Süd – E-Stadtwald – E-Hügel – E-Werden – Kettwig – Kettwig Stausee – Hösel – Ratingen Ost – D-Rath – D-Rath Mitte – D-Derendorf – D-Zoo – D-Wehrhahn – Düsseldorf Hbf – D-Volksgarten – D-Oberbilk – D-Eller Süd – D-Reisholz – D-Benrath – D-Garath – D-Hellerhof – Langenfeld-Berghausen – Langenfeld (Rheinland) – Lev.-Rheindorf – Lev.-Küppersteg – Leverkusen Mitte – Lev.-Chempark – K-Stammheim – K-Mülheim – K-Buchforst – K-Messe/Deutz – Köln Hbf – K-Hansaring – K-Nippes (– K-Geldernstr./Parkgürtel – K-Longerich – K-Volkhovener Weg – K-Chorweiler – K-Chorweiler Nord – K-Blumenberg – K-Worringen) Stand: Fahrplanwechsel Dezember 2023 | 20 min (werktags) 30 min (sonn-/feiertags, Essen–Düsseldorf auch samstags) Nippes–Worringen nur werktags 5–20 Uhr und sonn-/feiertags 11–21 Uhr |
| S 11  | D-Flughafen Terminal – D-Unterrath – D-Derendorf – D-Zoo – D-Wehrhahn – Düsseldorf Hbf – D-Friedrichstadt – D-Bilk – D-Völklinger Straße – D-Hamm – NE Rheinparkcenter – NE Am Kaiser – Neuss Hbf – Neuss Süd – Norf – NE-Allerheiligen – Nievenheim – Dormagen – Dormagen-Chempark – Köln-Worringen – K-Blumenberg – K-Chorweiler Nord – K-Chorweiler – K-Volkhovener Weg – K-Longerich – K-Geldernstraße/Parkgürtel – K-Nippes – K-Hansaring – Köln Hbf – K-Messe/Deutz – K-Buchforst – K-Mülheim – K-Holweide – K-Dellbrück – Duckterath – Bergisch Gladbach Stand: Fahrplanwechsel Dezember 2023                                                                        | 20 min |
| S 12  | Horrem – Frechen-Königsdorf – Köln-Weiden West – Köln-Lövenich – Köln-Müngersdorf Technologiepark – Köln-Ehrenfeld – Köln Hansaring – Köln Hbf – Köln Messe/Deutz – Köln Trimbornstraße – Köln Airport Businesspark – Köln Steinstraße – Porz (Rhein) – Porz-Wahn – Spich – Troisdorf – Siegburg/Bonn – Hennef (Sieg) – Hennef Im Siegbogen – Blankenberg (Sieg) – Merten (Sieg) – Eitorf – Herchen – Dattenfeld (Sieg) – Schladern (Sieg) – Rosbach (Sieg) – Au (Sieg) Stand: Fahrplanwechsel Dezember 2023 | 20 min (Horrem–Hennef) 60 min (Hennef–Au) |
| S 19  | Düren – Merzenich – Buir – Sindorf – Horrem – Frechen-Königsdorf – Köln-Weiden West – Köln-Lövenich – Köln-Müngersdorf Technologiepark – Köln-Ehrenfeld – Köln Hansaring – Köln Hbf – Köln Messe/Deutz – Köln Trimbornstraße – Köln Frankfurter Straße – Köln/Bonn Flughafen – Porz-Wahn – Spich – Troisdorf – Siegburg/Bonn – Hennef (Sieg) – Hennef Im Siegbogen – (Blankenberg (Sieg) /) Merten (Sieg) – Eitorf – Herchen – Dattenfeld (Sieg) – Schladern (Sieg) – Rosbach (Sieg) – Au (Sieg) Stand: Fahrplanwechsel Dezember 2023 | 20/40 min (Horrem–Hennef) 60 min (Hennef–Au) |

### Stadtbahn

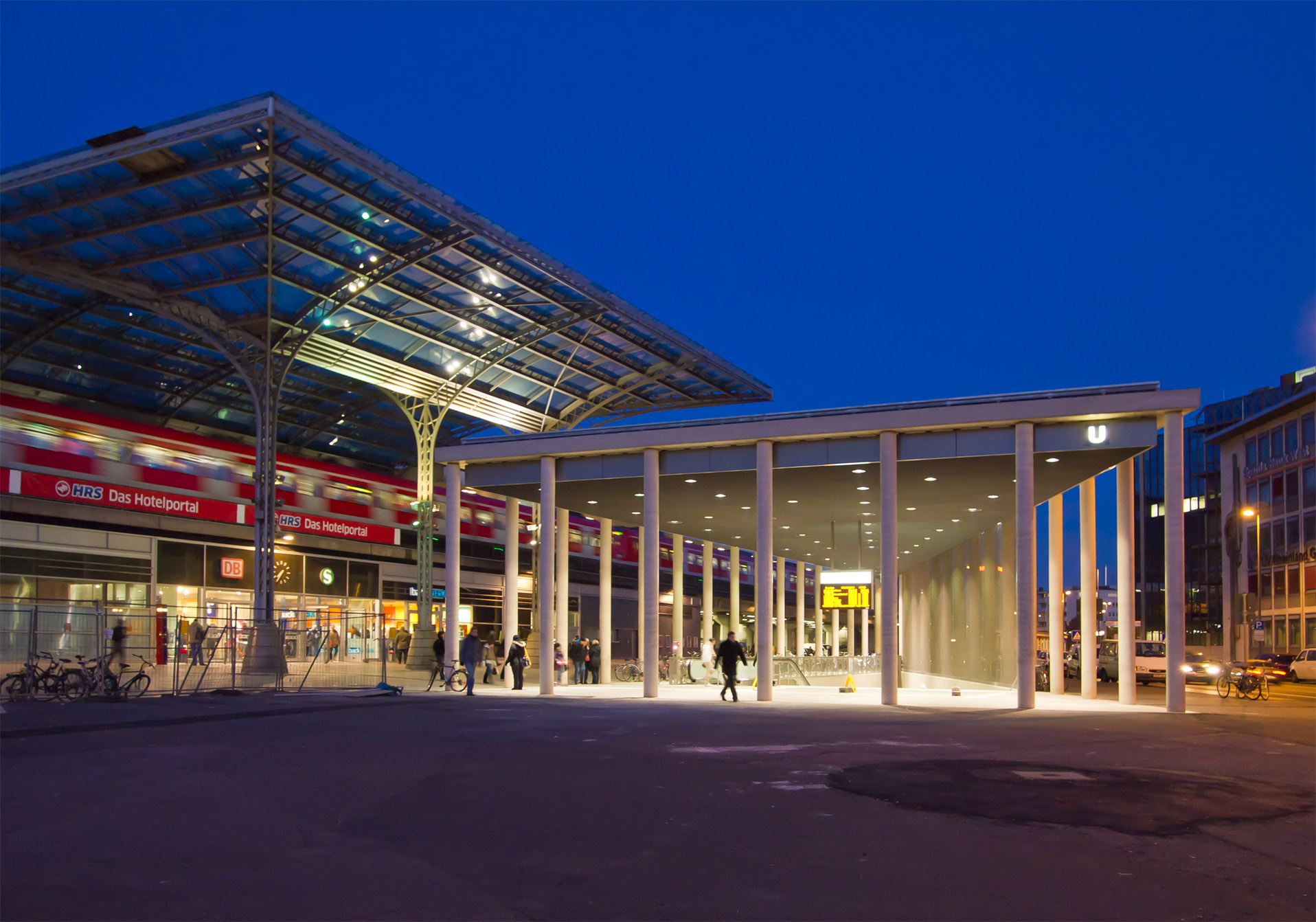
Eingang zum neuen U-Bahnhof Breslauer Platz/Hauptbahnhof

Unterhalb des Hauptbahnhofs befinden sich zwei Stationen der Stadtbahn Köln. Die U-Bahnhöfe Dom/Hauptbahnhof und Breslauer Platz/Hauptbahnhof liegen an derselben Tunnelstrecke, die den Hauptbahnhof in einer 120-Grad-Kurve unterfährt. Die Station Breslauer Platz/Hauptbahnhof wurde bis Dezember 2011 in Richtung Hauptbahnhof verlegt und völlig neu gestaltet.
| Linie | Fahrtverlauf | Takt |
| ----- | --- | --- |
| 5     | Sparkasse Am Butzweilerhof – IKEA Am Butzweilerhof – Alter Flughafen Butzweilerhof – Rektor-Klein-Straße – Margaretastraße – Iltisstraße – Lenauplatz – Nußbaumerstraße – Subbelrather Straße/Gürtel – Liebigstraße – Gutenbergstraße – U Hans-Böckler-Platz/Bahnhof West – U Friesenplatz – U Appellhofplatz/Zeughaus – U Dom/Hbf – U Rathaus – U Heumarkt | 10 min |
| 16    | Niehl – Amsterdamer Straße/Gürtel – U Reichenspergerplatz – U Ebertplatz – U Breslauer Platz/Hbf – U Dom/Hbf – U Appellhofplatz (Breite Straße) – U Neumarkt – Barbarossaplatz – Chlodwigplatz – Ubierring – Marienburg – Rodenkirchen – Sürth – Godorf – Wesseling Nord – Wesseling – Wesseling Süd – Urfeld – Widdig – Uedorf – Hersel – Tannenbusch Mitte – Tannenbusch Süd – Propsthof Nord – Bonn West – U Bonn Hbf – U Universität/Markt – U Juridicum – U Bundesrechnungshof/Auswärtiges Amt – U Museum Koenig – U Heussallee/Museumsmeile – Ollenhauerstraße – Olof-Palme-Allee – Max-Löbner-Straße/Friesdorf – Hochkreuz/Deutsches Museum Bonn – U Wurzerstraße – U Plittersdorfer Straße – U Bonn-Bad Godesberg Bf – U Bad Godesberg Stadthalle | 10 min |
| 18    | Thielenbruch – Dellbrück – Holweide – Buchheim – U Bf Mülheim – U Mülheim Wiener Platz – Zoo/Flora – U Reichenspergerplatz – U Ebertplatz – U Breslauer Platz/Hbf – U Dom/Hbf – U Appellhofplatz (Breite Straße) – U Neumarkt – Barbarossaplatz – Eifelwall – Klettenberg – Efferen – Hürth-Hermülheim – Fischenich – Brühl-Vochem – Brühl Mitte – Brühl Süd – Badorf – Schwadorf – Walberberg – Merten – Waldorf – Dersdorf – Bornheim – Roisdorf West – Alfter – Dransdorf – Bonn West – Bonn Hbf | 10 min (Thielenbruch–Buchheim) 5 min (Buchheim–Klettenberg) 10 min (Klettenberg–Schwadorf) 20 min (Schwadorf–Bonn) |

### Busverkehr
Am Busbahnhof Breslauer Platz/Hauptbahnhof verkehren folgende Buslinien:
| Linie | Fahrtverlauf |
| ----- | --- |
| SB 25 | Breslauer Platz/Hbf – Heumarkt – Bahnhof Deutz/Messeplatz – Thermalbad – Mülheim, Wiener Platz – Stammheim – Flittard Süd – Chempark – Leverkusen Mitte Bf – Opladen Busbf – Leichlingen – Solingen            |
| SB 40 | Breslauer Platz/Hbf – Lustheide – Refrath, Neufeldweg – Frankenforst – Kölner Straße – Bensberg (U) |
| 124   | Breslauer Platz/Hbf – Amsterdamer Straße/Gürtel – Merkenich – Gewerbegebiet Feldkassel |
| 132   | Breslauer Platz/Hbf – Heumarkt – Severinstraße – Chlodwigplatz – Arnoldshöhe – Rondorf – Meschenich |
| 133   | Breslauer Platz/Hbf – Heumarkt – Schokoladenmuseum – Rheinauhafen – Chlodwigplatz – Raderberg – Raderthal – Zollstock, Südfriedhof                                                                             |
| 171   | Breslauer Platz/Hbf – Blaubach – Kalk – Buchforst, Waldecker Straße – Buchforst – Mülheim, Wiener Platz verkehrt nur in der HVZ                                                                                |
| 260   | Breslauer Platz/Hbf – Heumarkt – Bahnhof Deutz/Messeplatz – Thermalbad – Mülheim, Wiener Platz – Höhenhaus, Am Emberg – Dünnwald, Leuchterstraße – Schlebusch – Burscheid, Hilgen – Wermelskirchen – Remscheid |
| 978   | Breslauer Platz/Hbf – Heumarkt – Barbarossaplatz – Sülz – Efferen – Stotzheim – Alstädten-Burbach – Gleuel – Berrenrath                                                                                        |
| N26   | Breslauer Platz/Hbf – Heumarkt – Bahnhof Deutz/Messeplatz – Thermalbad – Mülheim, Wiener Platz – Burscheid, Hilgen – Wermelskirchen                                                                            |

Von der Bushaltestelle Dom / Hbf verkehren folgende Buslinien:
| Linie | Fahrtverlauf |
| ----- | --- |
| 172   | Widdersdorf – Bf. Lövenich – Weiden – Müngersdorf – Eupener Straße – Aachener Straße/Gürtel – Hans-Böckler-Platz/Bf. West – Friesenplatz – Dom/Hbf verkehrt nur in der HVZ. Der Abschnitt Widdersdorf – Eupener Straße wird nur in Lastrichtung bedient |
| 173   | Weiden, Lübecker Straße – Junkersdorf – Eupener Straße – Aachener Straße/Gürtel – Hans-Böckler-Platz/Bf. West – Friesenplatz – Dom/Hbf verkehrt nur in der HVZ. Der Abschnitt Weiden, Lübecker Straße – Eupener Straße wird nur in Lastrichtung bedient |

## „Flughafen“ Köln Hauptbahnhof
Im Zuge des AIRail-Programms trägt der Hauptbahnhof den Flughafen-Code (IATA-Code) QKL. Die Passagiere fahren mit einem regulären Intercity-Express bis Frankfurt Flughafen Fernbahnhof und besteigen dort ein Flugzeug. Bis Ende 2007 erfolgte die Gepäckauf- und -ausgabe am Hauptbahnhof, seither wird das Gepäck erst in Frankfurt eingecheckt.

## Regelmäßige Veranstaltungen

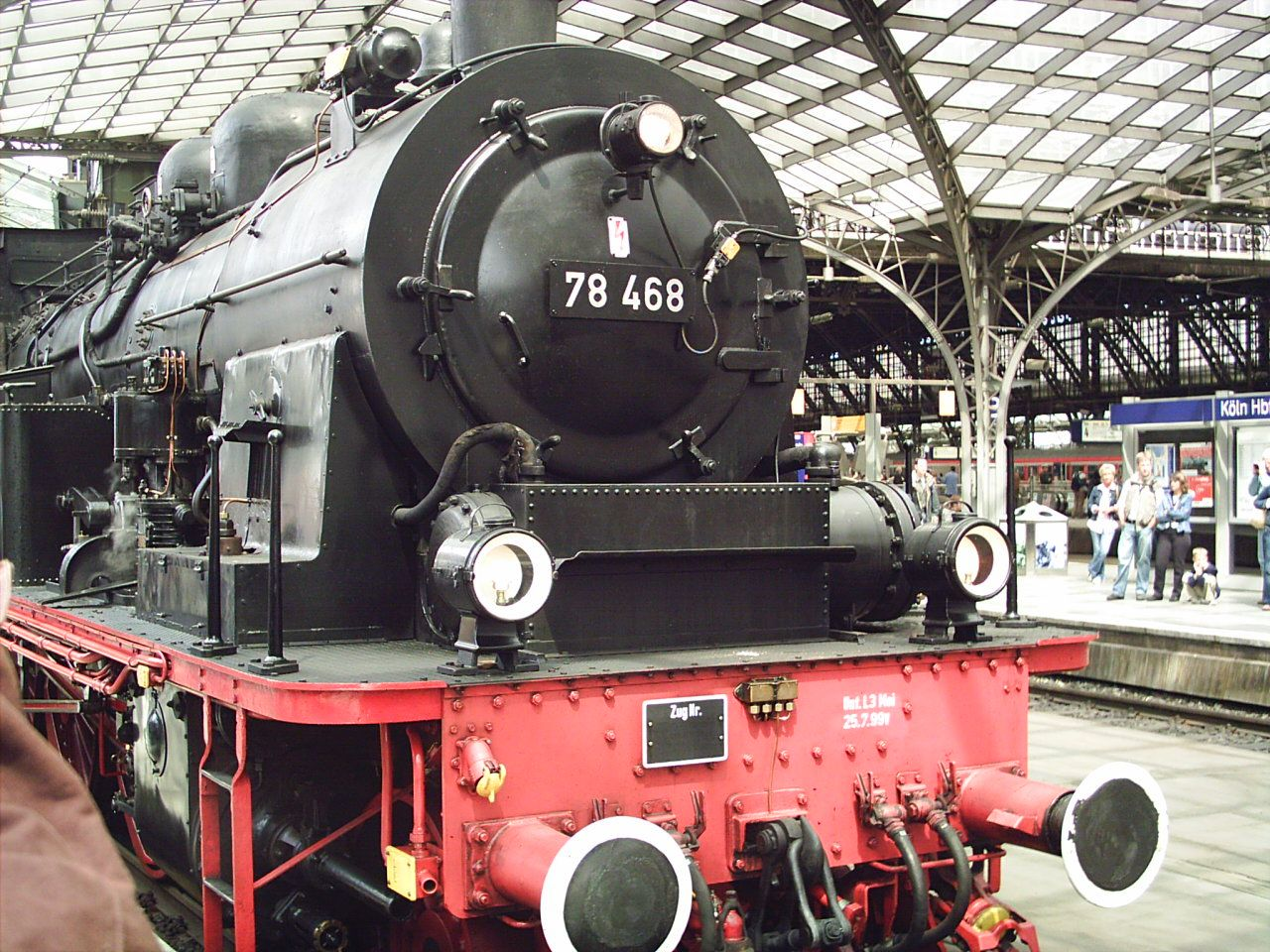
Dampflok 78 468 (Preußische T 18) im August 2005 auf Gleis 1

Erstmals am 6. Dezember 1950 organisierte der Bahnhofsbuchhändler Gerhard Ludwig (1909–1994) in seiner Buchhandlung im Hauptbahnhof dem so genannten Dritten Wartesaal, seine zur Instanz gewordenen politisch-kulturellen „Kölner Mittwochgespräche“. Prominente Gäste aus der ganzen Republik nahmen regelmäßig an Gesprächsrunden aus Politik, Kultur und Sport teil oder lasen aus ihren neuesten Veröffentlichungen. Am 4. Juli 1956 wurden die „Mittwochsgespräche“ nach 269 Folgen umbaubedingt beendet. Carlo Schmid schrieb einen Abschiedsgruß ins Gästebuch. Die Tonbandmitschnitte wurden 1990 vom WDR ausgestrahlt.
Im Sommer fanden zeitweise in Zusammenarbeit mit dem Eisenbahnmuseum Dieringhausen Dampfzugfahrten „rund um Kölle“ mit Abfahrt von Gleis 1 statt.